# Châlus
Châlus è un comune francese di 1 718 abitanti situato nel dipartimento dell'Alta Vienne nella regione della Nuova Aquitania. Era capoluogo dell'omonimo cantone, soppresso nel 2015.
È nota come il luogo in cui il re di Inghilterra Riccardo Cuor di Leone fu ferito a morte nel 1199.

## Geografia fisica

### Localizzazione
Châlus si trova al centro della regione naturale del Pays des Feuillardiers, costituito da un insieme di colline boscose e confinante ad est con il Pays Arédien, a nord con la vallata del fiume Vienne, ad ovest con la regione naturale della Charente limousine, nel dipartimento della Charente (regione del Poitou-Charentes) e a sud con la regione naturale del Périgord vert o Périgord settentrionale, nel dipartimento della Dordogna (regione di Aquitania).
Si trova 35 km a sud-ovest della città di Limoges e 65 km a nord-est di Périgueux.

### Geologia
Nel comune il sottosuolo è costituito da rocce metamorfiche molto dure e resistenti all'erosione, dello zoccolo cristallino del Massiccio Centrale, e in particolare da gneiss, ampiamente utilizzato nelle costruzioni locali tradizionali. Sono presenti massicci di serpentinite, resti del fondo di un mare scomparso con l'orogenesi ercinica. Il suolo è in generale povero e poco fertile.

### Orografia

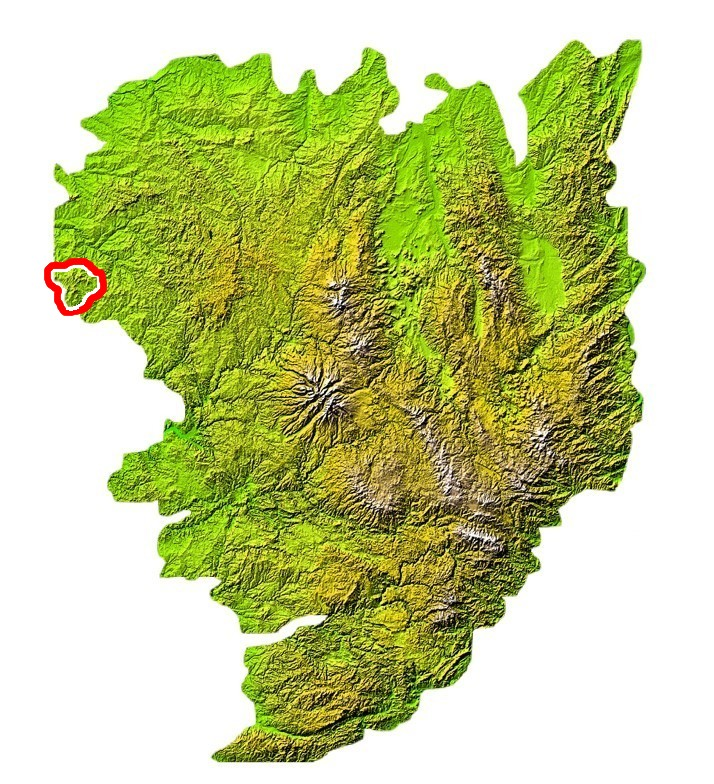
Situazione del territorio della comunità di comuni dei Monti di Châlus nell'ambito del Massiccio Centrale

Si trova nei Monti di Châlus, parte dell'altopiano del Limosino nei Monts du Limousin e primi contrafforti occidentali del Massiccio Centrale.
I rilievi sono dolci, con un'altitudine tra i 310 m e i 437 m, con vallate e colline con castagneti, caratteristici della regione. Le attività agricole e di allevamento si svolgono a nord del fiume Tardoire nella forma del bocage limosino tradizionale, mentre a sud sono maggiormente legate alla presenza dei boschi.

### Idrografia
Il territorio comunale si trova su uno spartiacque tra i bacini idrografici dei fiumi Loira, Charente e Dordogna.
Le forti precipitazioni e il sottosuolo cristallino impermeabile hanno permesso la creazione di numerosi corsi d'acqua, che hanno fortemente modellato il paesaggio e sono spesso bordati da foreste, creando dei corridoi nelle vallate umide, con forte interesse paesaggistico.
Sono presenti numerose sorgenti e di stagni.
Le acque sotterranee, gestite dallo SDAGE (Schéma Directeur d'Aménagement et de Gestion des Eaux) del bacino Adour-Garonne, sono leggermente mineralizzate e acide.

#### Corsi d'acqua

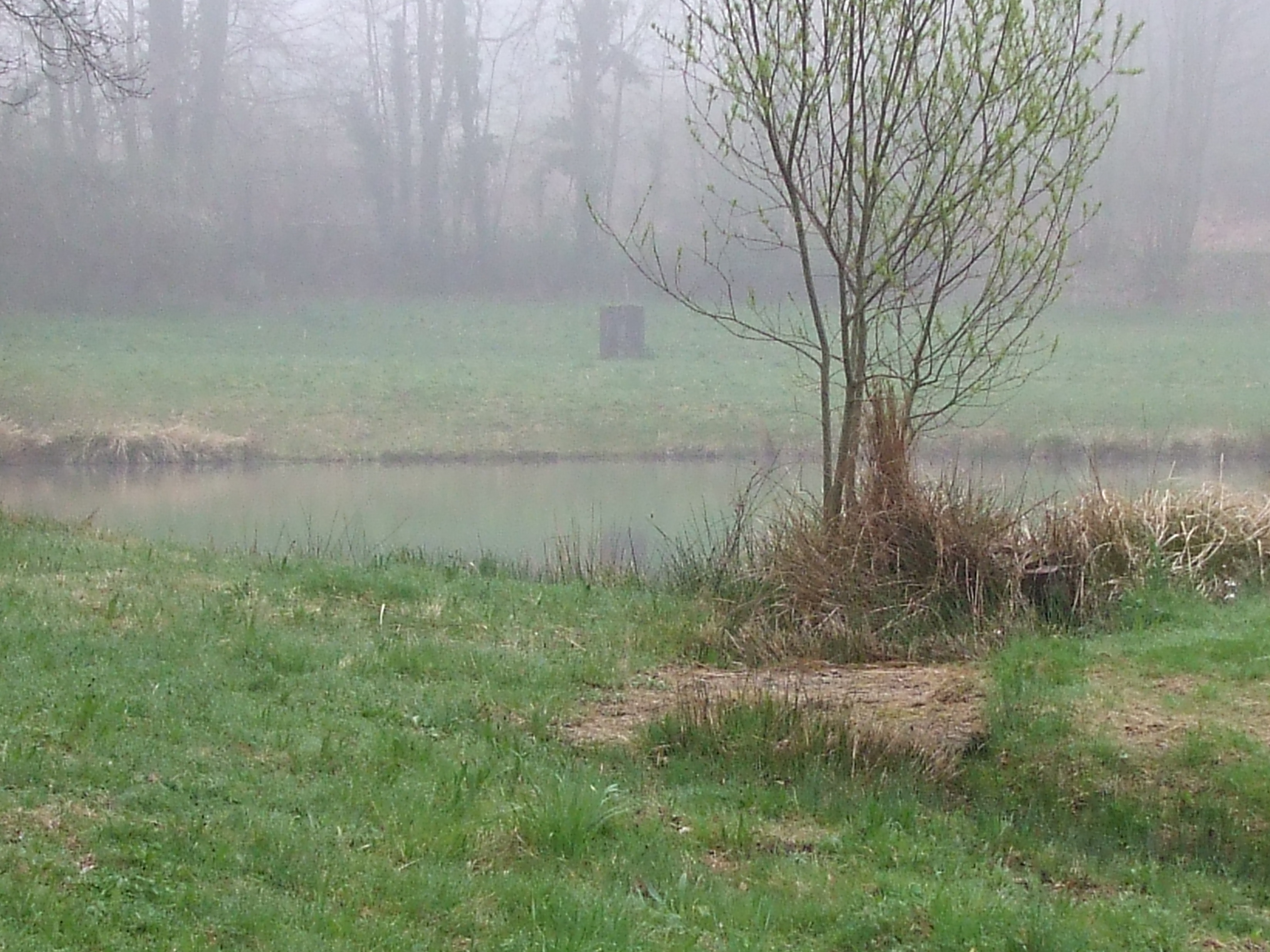
Sorgenti della Tardoire

Il corso d'acqua principale del territorio comunale è la Tardoire, che appartiene al bacino della Charente, di cui costituisce l'estremità più orientale. La sua valle costituisce una "zona naturale di interesse ecologico, faunistico e floristico" (ZNIEFF) nel programma di inventario naturalistico francese, con la presenza di lontre europee, di porciglioni eurasiatici (uccello della famiglia dei Rallidi), di merli acquaioli e di albanelle reali. Passa tra i castelli di Châlus-Chabrol e di Châlus-Maulmont e in seguito è soggetta al fenomeno carsico. Il fiume è attraversato nel territorio comunale da una dozzina di ponti, di cui il più importante, a tre archi, è detto le trois ponts ("i tre ponti").
Sono presenti anche numerosi ruscelli, tra i quali il ruisseau du Lac ("ruscello del Lago") che nasce nella località di Chareilles e si getta nella Dronne (affluente del fiume Isle, che a sua volta si getta nella Dordogna), dopo aver attraversato gli stagni di Maison Neuve (comune di Dournazac). Il ruisseau des Maisons ("ruscello delle Case") ospita una popolazione di gamberi di fiume di intesse europeo. Altri piccoli corsi d'acqua di origine artificiale percorrono il territorio, creati per drenare le vallate umide e bonificare le terre.

#### Specchi d'acqua
Nel territorio comunale sono presenti sessanta stagni, la cui superficie varia tra un'ara e oltre due ettari. Alcuni in passato hanno alimentato dei mulini, ma i più numerosi sono di creazione artificiale e di origine recente, legati allo sviluppo di attività ricreative.

### Clima
Il territorio comunale ha un clima oceanico umido, con precipitazioni abbondanti e temperature mitigate dall'altitudine e dall'esposizione.

## Origini del nome
La prima menzione di Châlus comparirebbe nella Vita brevior di san Vedasto di Arras, redatta nel VI secolo: il santo sarebbe nato in un luogo chiamato Leucus, ipoteticamente identificato con Châlus e forse derivato da Castrum Leucus, che sarebbe divenuto più tardi Castel Lucius e Castelluccio in due documenti dell'885 dell'abbazia di Saint-Pierre di Beaulieu-sur-Dordogne.
L'erudito settecentesco Jourdain de la Fayardie attribuì la fondazione di Châlus a Lucio Munazio Planco in base alla trasformazione medievale del toponimo in Castel Lucius.
Altri eruditi successivi partirono dal toponimo del castello di Châlus Chabrol, sempre tenendo conto solamente della forma di Castel Lucius e aggiungendovi un ipotetico Capreolus per spiegare "Chabrol", in riferimento a Lucio Capreolo, proconsole di Gallia Aquitania sotto Augusto. Questa ipotesi è rinforzata da una leggenda locale, secondo la quale le terre di Châlus nasconderebbero un tesoro, costituito da un gruppo di nove statue in oro a grandezza naturale che rappresenterebbero la famiglia di Lucio Capreolo: sarebbe stato a causa di queste statue che Riccardo Cuor di Leone pose l'assedio al castello. I birilli presenti sullo stemma cittadino rappresentano le nove statue d'oro della leggenda.
Secondo degli studi più recenti, il toponimo di Châlus deriverebbe invece da una contrazione di Chastelus, che corrisponderebbe in lingua occitana a "Castelluciu" ("Castellu" per "castello" a cui si aggiunge il suffisso "-uciu", in modo analogo al latino volgare "Castellucium" ("Castellum" con l'aggiunta del suffisso "-ucium").
Il toponimo di Chabrol deriva invece dal cavaliere Berard Chabrol che per volere dei visconti di Limoges fece costruire il castello nell'XI secolo.

## Storia

### Preistoria e antichità

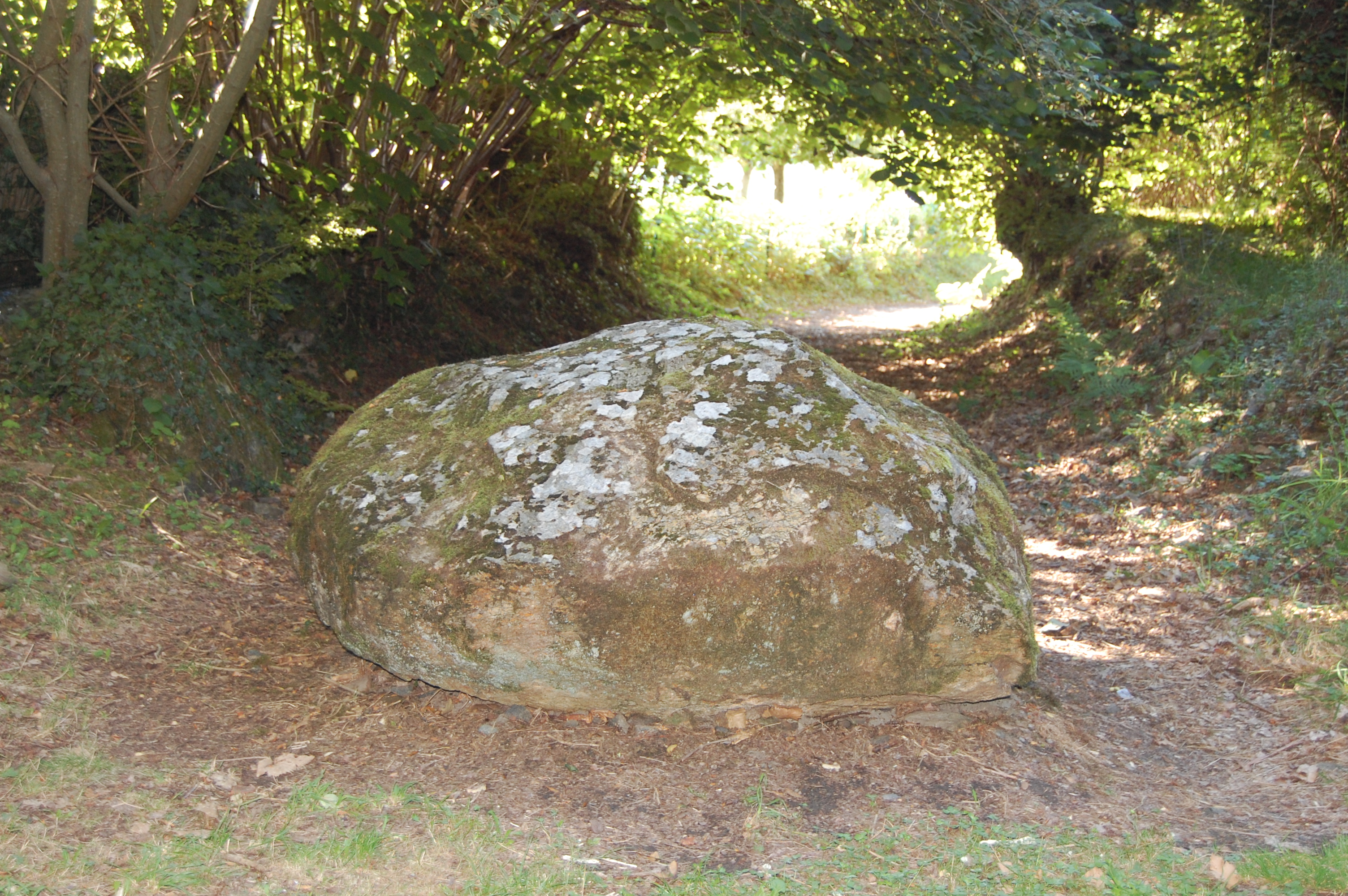
Un megalito a Châlus-Chabrol

Un'occupazione umana del promontorio della Châlus-Haute (la "città alta") nel Neolitico è testimoniata dalla presenza di megaliti sull'elevazione dove sorse il castello di Châlus-Chabrol.
Nel territorio comunale, nel pianoro detto Les Quatres-vents ("I quattro venti"), a cavallo dei bacini idrografici della Loira, della Charente e della Dordogna, è stato identificato un crocevia di diversi percorsi protostorici. Questi conducevano verso sud-ovest a Cassinomagus (oggi Chassenon, nel dipartimento della Charente), a nord verso la via che portava allo Jutland (paese dell'ambra) e verso Limoges e a sud verso la Spagna.
Frammenti ceramici e tessere di mosaico, rinvenuti nel 1949 nella località di Lageyrat, testimoniano la frequentazione dei luoghi anche in epoca gallo-romana. La stazione di posta romana di Fines, sulla via tra Vesunna (oggi Périgueux) e Augustoritum (Limoges), era stata situata dagli studiosi ottocenteschi tra Firbeix e Châlus.
Il sito di Châlus-Chabrol venne utilizzato militarmente già in epoca merovingia: armi datate a quest'epoca sono state scoperte alla base ovest del castello dal comandante Teillard, nella sua campagna di scavi del 1926.

### Medioevo
A partire dall'alto Medioevo i monti di Châlus divennero zona di frontiera tra i domini dei conti di Périgord e dei visconti di Limoges, e più tardi tra il ducato di Aquitania, retto dai Plantageneti, re di Inghilterra, e il regno di Francia.
Il castello di Châlus-Chabrol venne costruito nell'XI secolo per volere dei visconti di Limoges, allo scopo di controllare la via che conduceva a Périgueux, un nuovo percorso creato per l'itinerario da Bourges a Bordeaux, destinato a sostituire quello che passava per Lastours, riprendendo un tracciato più antico. La creazione presso il castello di un'abbazia dipendente dagli agostiniani di Limoges (abbazia di Saint-Augustin-les-Limoges) e il nuovo percorso tra Limoges e Périguex fecero sì che si sviluppasse un borgo presso il castello (Haut-Châlus, o "Châlus Alta"). La chiesa del borgo dipendeva dalla parrocchia di Pageas.
I monaci fondarono inoltre delle fiere, tra cui quelle di San Giorgio e di San Michele sono ancora attive. Le fiere di Châlus furono in passato note per la vendita dei cavalli.
Nel 1071 nacque nel castello di Châlus il monaco Ugo di La Certa, discepolo di santo Stefano di Granmont, fondatore dell'ordine di Granmont.
Nel 1095 il borgo di Haut-Châlus e il castello passarono sotto la giurisdizione dell'abate di Sant'Augustin-lès-Limoges, Geraldo.
Nel 1193 il castello venne saccheggiato da mercenari brabantini che combattevano contro il vescovo di Limoges, Sebrand Chabot.
 Nel 1199, durante un secondo assedio al castello, allora in possesso del visconte Ademaro V di Limoges e difeso da Pierre Brun, signore del castello di Montbrun a Dournazac, Riccardo Cuor di Leone fu ferito da una balestra e morì per le conseguenze della gangrena undici giorni dopo, il 6 aprile.
Nel 1244, il re Luigi IX (san Luigi), venne ospitato nel castello dal domenicano, Géraud de Frachet in occasione di un suo pellegrinaggio a Rocamadour. Il re fece aprire una stazione di posta nella località di Granges, sulla strada reale da Limoges a Périgueux.
Nel 1264, gli abitanti di Aixe-sur-Vienne si ribellarono al cavaliere Ademaro di Maumont, che ne reggeva il castello per la viscontessa di Limoges Margherita di Borgogna, vedova del visconte Guy VI di Limoges. L'anno successivo, in seguito alla mediazione reale, Ademaro di Maumont venne destituito ed ottenne in cambio il castello di Châlus-Chabrol. Il castello venne tuttavia assediato e conquistato da Bozone di Bourdeilles, che mise a morte Ademaro e fu per questo punito dal re Luigi IX.
Nel 1280 il figlio di Ademaro, Gerardo di Maulmont, canonico di Limoges e cappellano del re, ricevette il castello di Châlus-Chabrol in feudo da Arturo II di Bretagna, marito di Maria di Limoges, erede dei visconti di Limoges, e fece costruire il secondo castello, di Châlus-Maulmont.
Nel 1307, in seguito ad una disputa tra gli eredi di Gerardo di Maulmont, il re Filippo il Bello acquisì la contea di Bourdeilles e i castelli di Châlus-Chabrol e di Chalusset, dando in cambio ai Maulmont le signorie di Châteauneuf (Alvernia) e di Moret (diocesi di Sens). Nel 1317 il re Filippo V di Francia diede i castelli di Châlus a Enrico di Sully, gran bouteiller di Francia.
Nel 1375 la baronia di Châlus, insieme alla viscontea di Turenne venne data in usufrutto da Guglielmo III Roger de Beaufort, nipote di papa Clemente VI e fratello di papa Gregorio XI, al figlio Raimondo di Turenne, in occasione del suo matrimonio con Maria di Boulogne, celebrato il 28 ottobre.
Nel 1381, nel contesto della guerra dei cent'anni, il castello di Châlus-Chabrol fu conquistato dalle milizie irregolari di Pierre de Fontaines, detto Perrot le Béarnais, al soldo degli inglesi, che ne venne allontanato solo nel 1393.

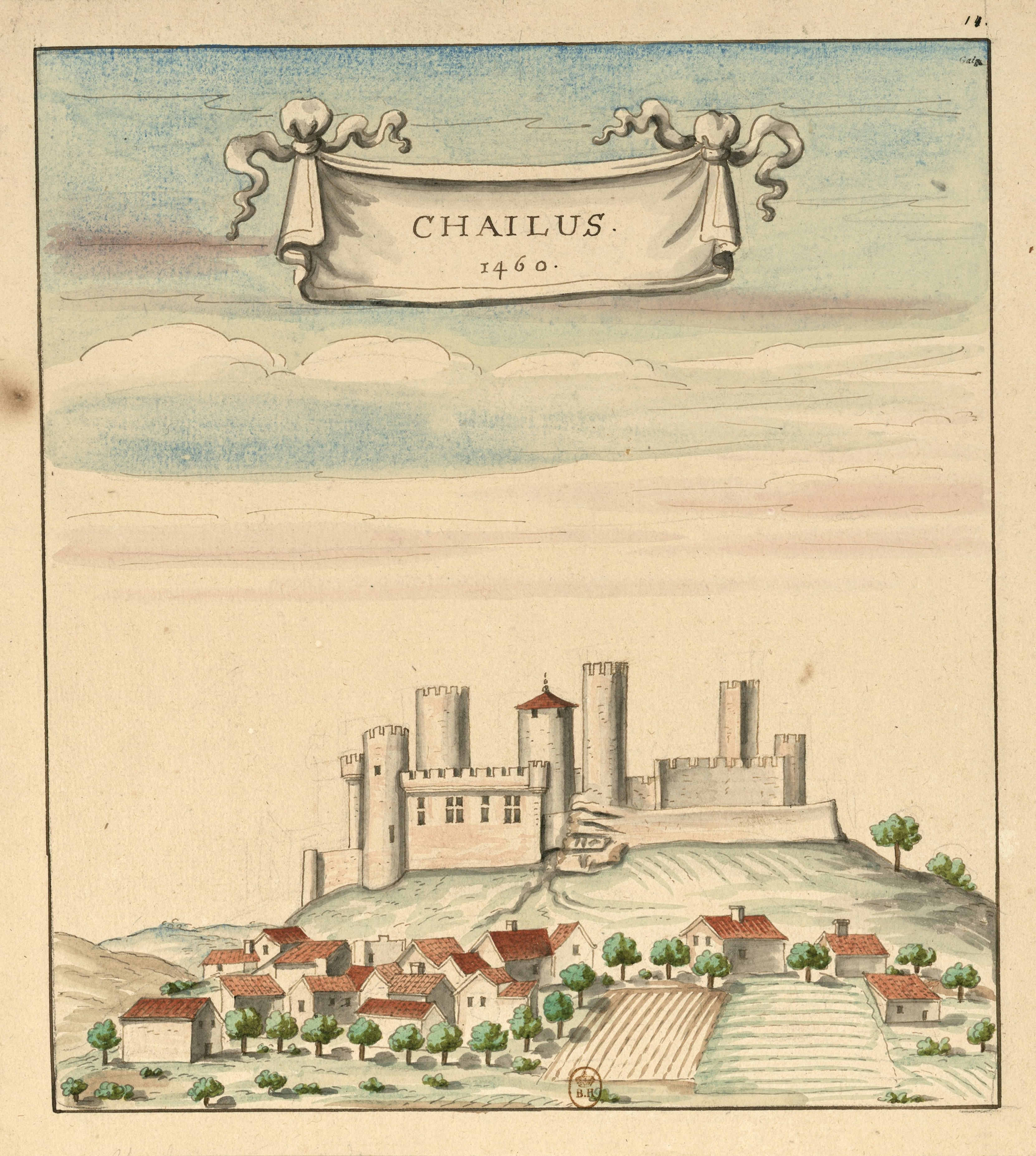
Il castello di Châlus-Chabrol nel 1460

Il tentativo di ricostruzione agraria, dopo la crisi determinata dalla guerra, nella seconda metà del XV secolo venne finanziato essenzialmente dai prestiti dei notabili dei borghi rurali, ma non riuscì a risolvere le difficoltà, testimoniate dalle vendite e dagli indebitamenti, a fronte della pesante fiscalità e dell'indifferenza dei grandi signori.

### Età moderna
Nel 1498 Châlus passò alla parrocchia di Lageyrat.
Nel 1530 il castello di Châlus-Chabrol venne in possesso a Filippo di Borbone, barone di Busset, in seguito al suo matrimonio con Luisa Borgia, figlia di Cesare Borgia e di Charlotte d'Albret: quest'ultima aveva ricevuto la signoria di Châlus dal fratello, il re Giovanni III di Navarra, come parte dell'eredità dalla madre Françoise de Châtillon, erede del visconte di Limoges Guglielmo di Châtillon-Blois.
Nell'ambito delle guerre di religione, nel 1569 Châlus e i dintorni vennero occupati dall'esercito protestante di Gaspard II di Coligny (nel quale militava anche il giovanissimo Enrico di Borbone), che qui si ricongiunse alle truppe condotte da Volfango del Palatinato-Zweibrücken prima della battaglia di La Roche-l'Abeille del 25 giugno.
Nel 1592 Châlus venne conquistata dopo un bombardamento con un cannone, dal conte di Busset, della casata dei Borbone Busset.
Nel 1684 vi venne fondata un'associazione di penitenti, che restò attiva fino al 1789. Alla fine del secolo Châlus passò alla giustizia signorile e iniziò a dipendere dal preside di Limoges, membro del parlamento di Bordeaux.
Nel 1707 la cappella di Notre-Dame di Seichaud venne ricostruita per iniziativa del curato di Haut-Châlu.
Nel 1745 venne tracciata la prima carta di Châlus, inserita nell'atlante di Daniel-Charles Trudaine per la generalità di Limoges.
Nel 1790 Châlus si fuse con il comune di Lageyrat e la parrocchia di Haut-Châlu venne soppressa nel 1793. In occasione della Rivoluzione francese vi venne creato un distaccamento della Guardia nazionale

### Età contemporanea
La parrocchia di Lageyrat venne unita nel 1806 a quella di Châlus: il sindaco richiese il trasferimento anche degli arredi e della campana, ma questo non venne eseguito. Nel 1808 vi viene aperto un carcere. Nel 1809 Châlus subì un'epidemia di tifo.
Nel 1880 vi arrivò la ferrovia e la stazione ferroviaria vi venne inaugurata nel 1882 dal futuro presidente della Repubblica francese Sadi Carnot, che al momento era sottosegretario di Stato ai lavori pubblici.
Nel 1917 vi stazionarono delle truppe americane, che ebbero contatti con la popolazione.
Con la seconda guerra mondiale, nel 1940 vi passò il 44º battaglione di carri armati dell'esercito francese, in ritirata. Nel 1944 il castello di Châlus-Chabrol venne occupato dal delegato militare interdipartimentale della FTP (partigiani francesi), Louis Godefroid, detto Riviére. Nella zona si svolsero azioni di combattimento e il blocco di un treno blindato per mezzo della distruzione di un viadotto ferroviario, con un'azione del capitano Jacques Nancy e della sua sezione speciale di sabotaggio.
Nel 1987 la stazione ferroviaria venne definitivamente chiusa. Il 20 marzo 1994 crollò la torre del castello di Châlus-Maulmont. Il castello di Châlus-Chabrol venne venduto dalla famiglia dei Borbone-Busset, che lo aveva in possesso dal 1530.

## Monumenti e luoghi d'interesse

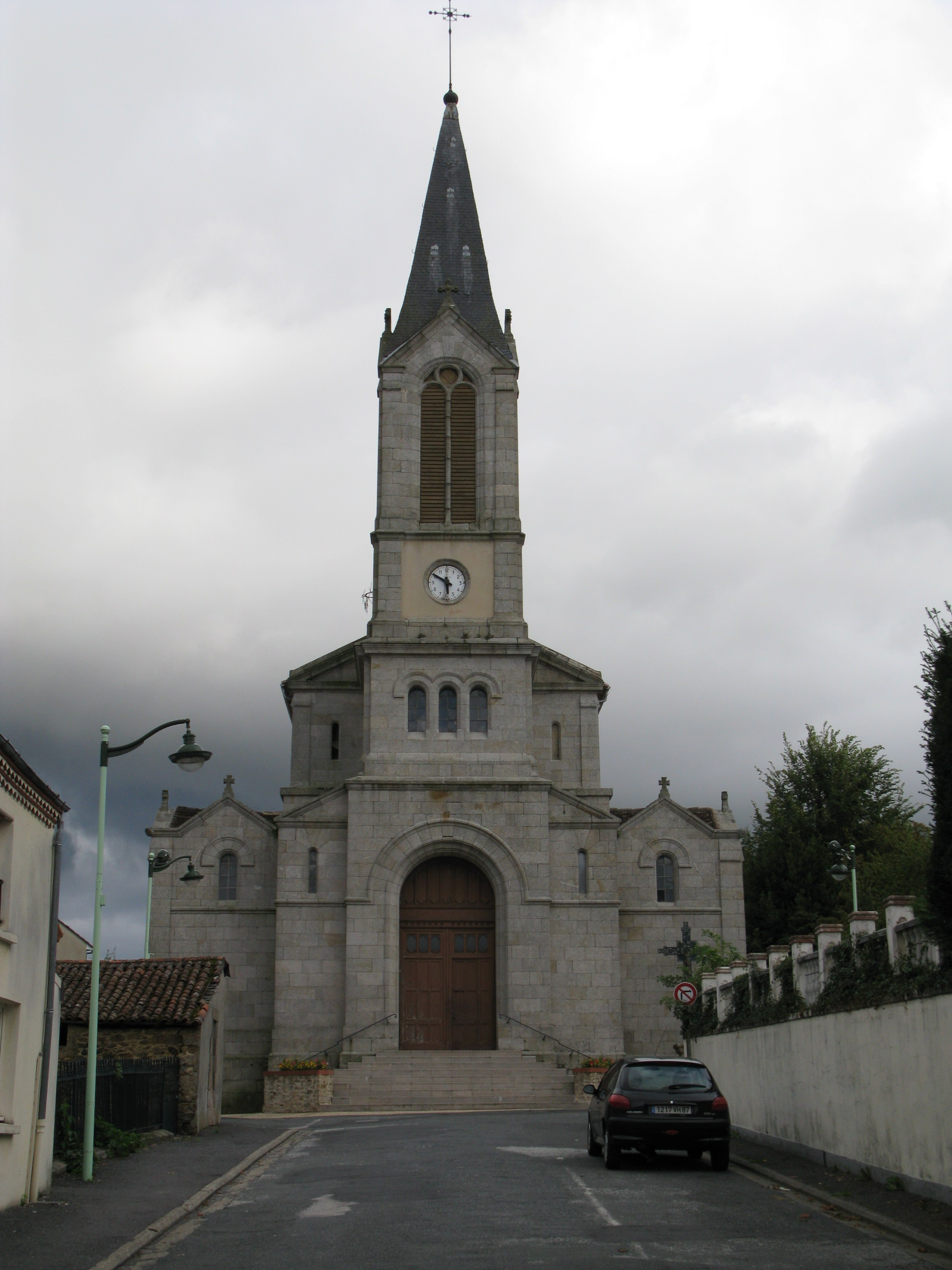
Chiesa di Notre-Dame-de-l'Assomption
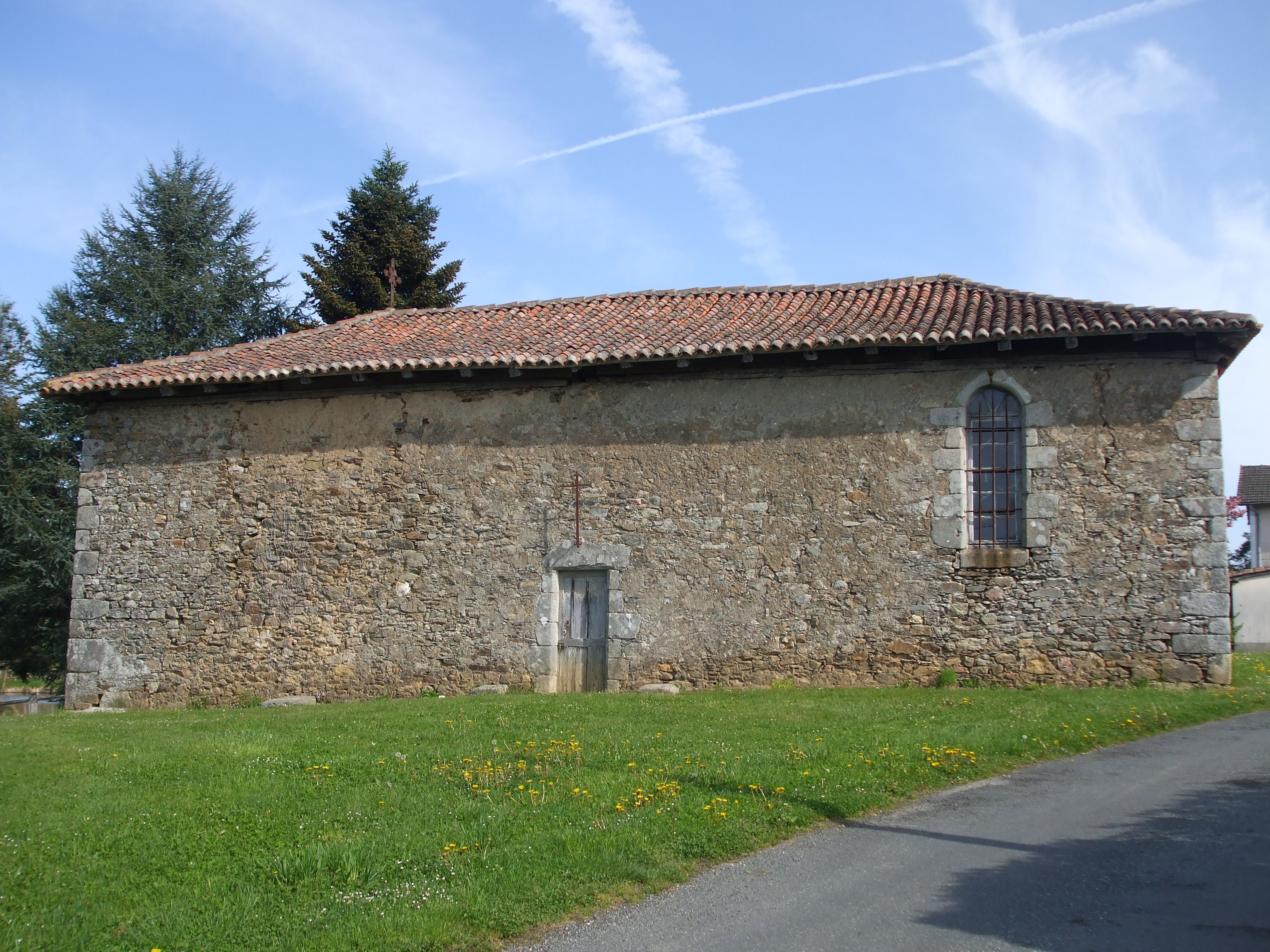
Cappella di Notre-Dame di Seichaud
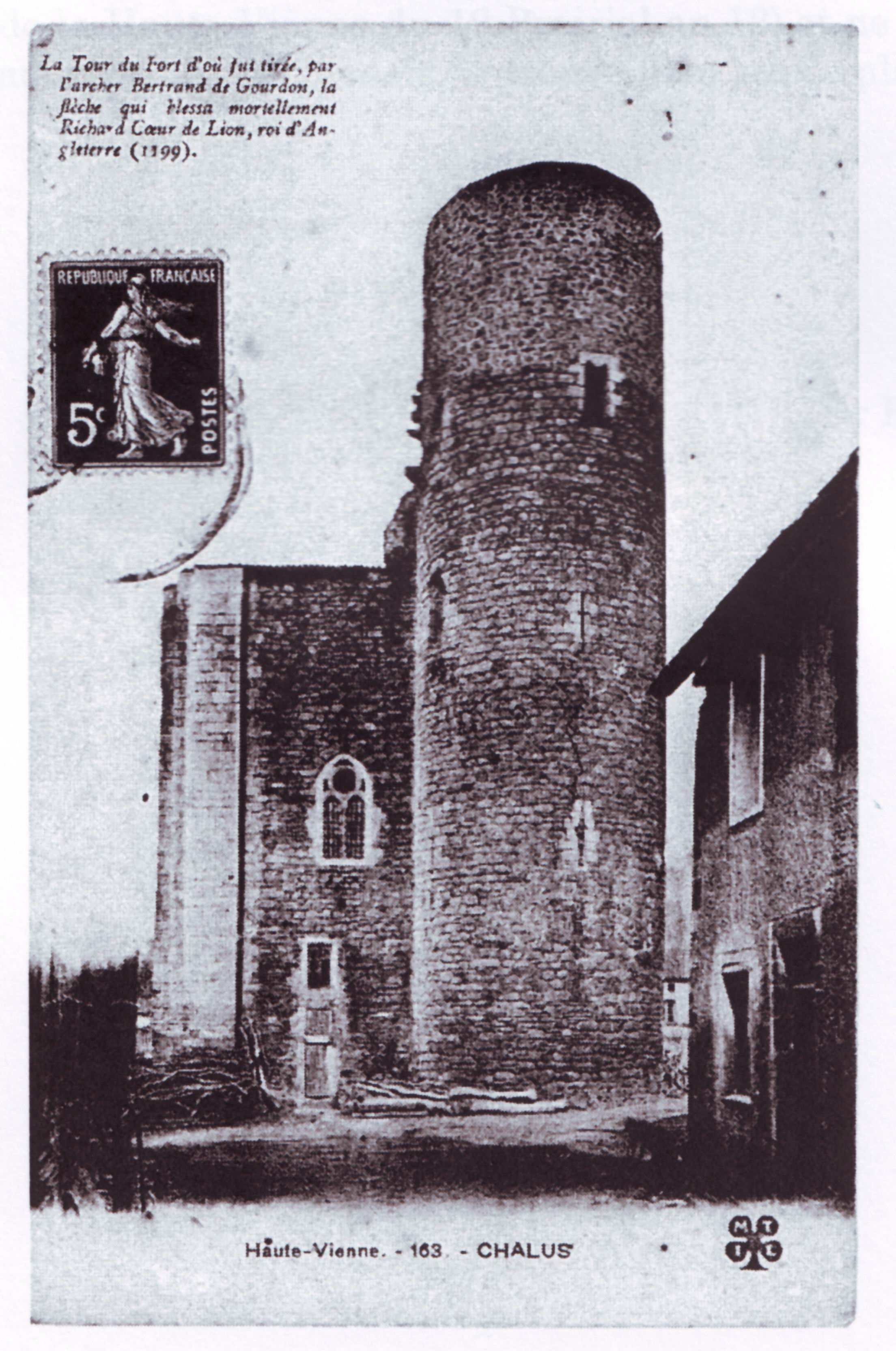
I resti del castello di Châlus-Maulmont in una vecchia cartolina postale (prima del crollo della torre)
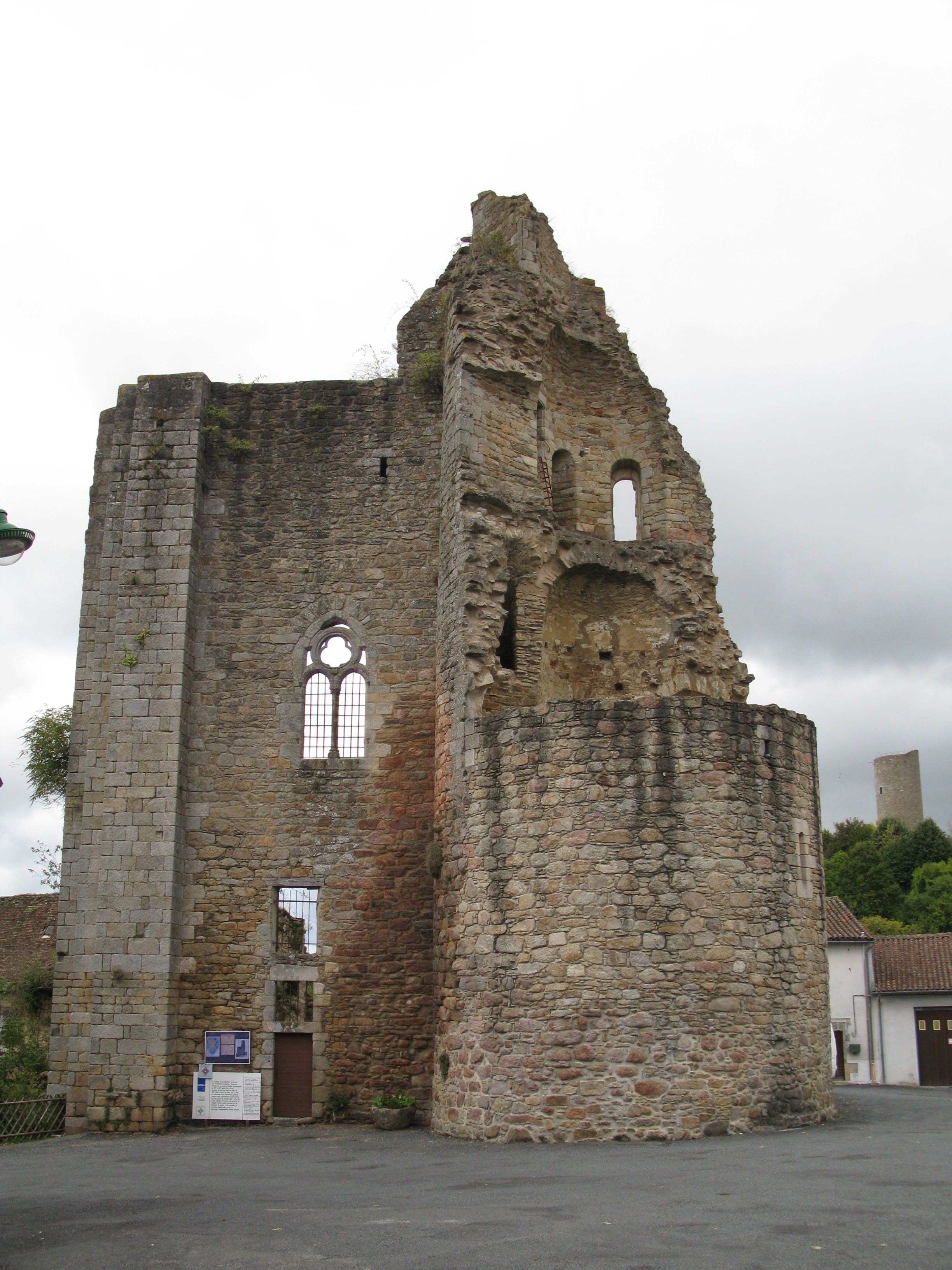
La torre e la facciata sud del castello di Châlus-Maulmont nel settembre 2010
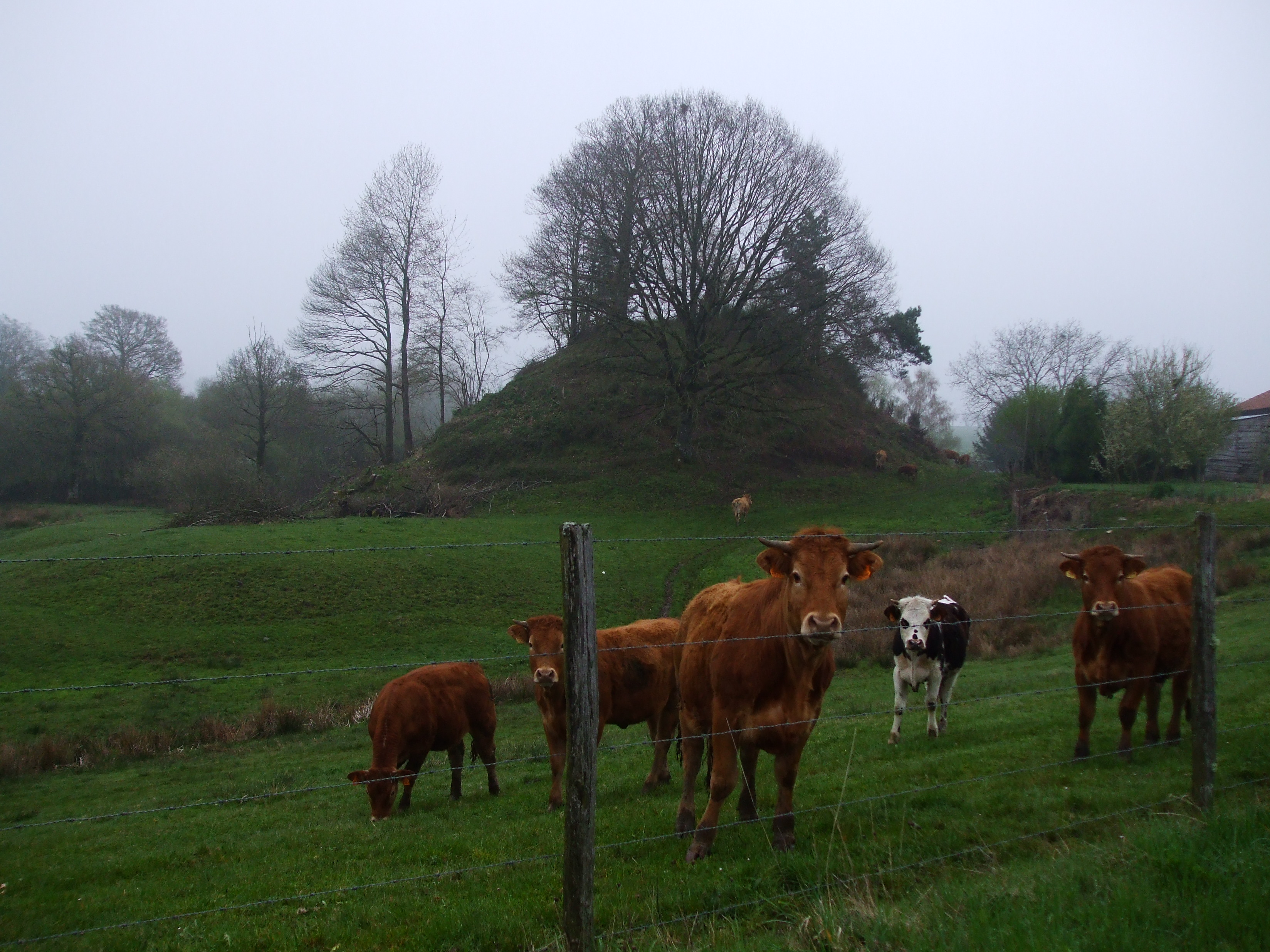
Resti di una delle motte forticate di Le Mazeaubrun
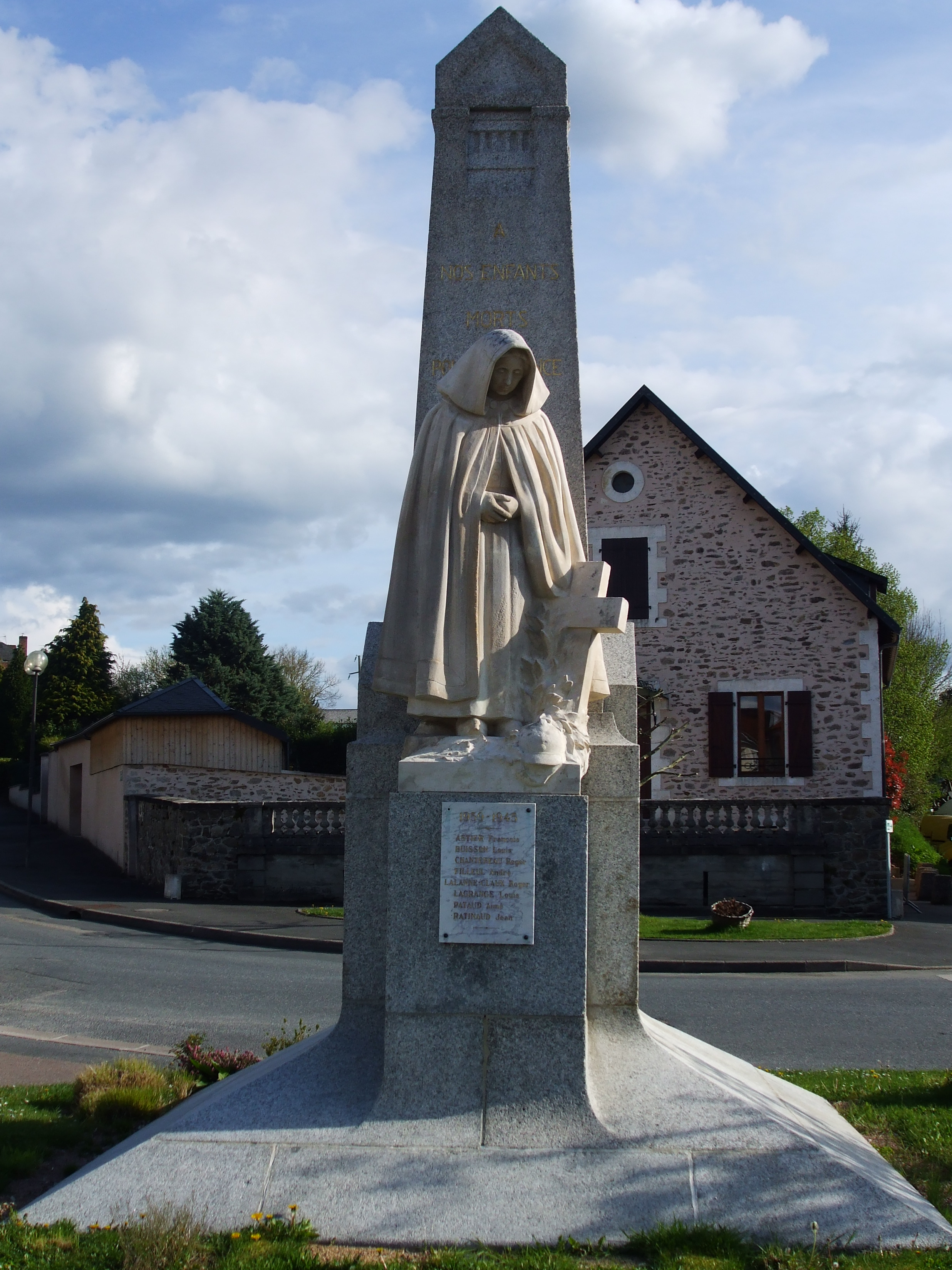
Monumento ai caduti

### Architetture religiose

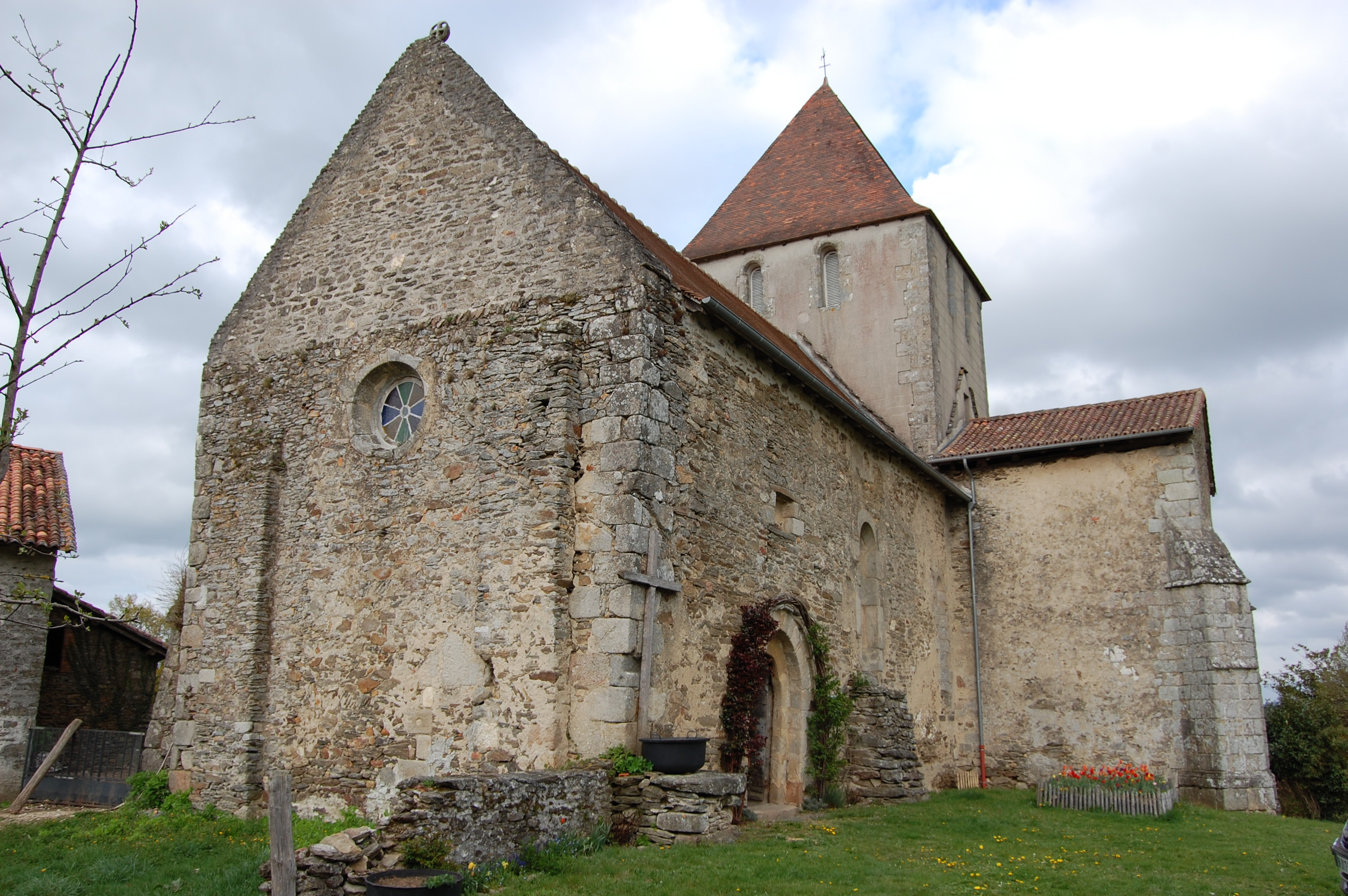
Chiesa di Saint-Étienne di Lageyrat

- Resti della chiesa di Notre Dame di Haut-Châlus[30] ("Nostra Signora di Châlus alta", XII-XIII secolo), in origine cappella del castello, inserita all'interno della sua cinta muraria e acquisita nel 1095 dal monastero di Saint-Augustin-les_Limoges. Nel XV secolo vi fu aggiunta una cappella. Cadde in rovina dopo il 1888. Come il castello, i resti della chiesa sono di proprietà privata.
- Chiesa di Notre-Dame-de-l'Assomption, chiesa parrocchiale che ospita gli arredi della vecchia chiesa parrocchiale della Natività della Santissima Vergine, situata nella Bas-Châlus, tra i quali una campana settecentesca (campana dei Penitenti grigi)[31].
- Chiesa di Saint-Étienne di Lageyrat[32], risalente all'XI secolo, con navata unica, coperta con un tetto a carena di nave rovesciata, e transetto; all'incrocio del transetto con la navata è sormontata da un campanile quadrato. Danneggiata durante le guerre di religione, la parte orientale fu ricostruita alla fine del XV secolo. Sebbene distante 6 km dall'abitato di Châlus, nella località di Lageyrat, fu la chiesa parrocchiale della Bas-Châlus. L'annesso cimitero conserva pietre tombali dall'XI al XV secolo. L'edificio è di proprietà del comune.
- Cappella di Notre-Dame de Seichaud, costruita nel 1473 dai Maulmont e ricostruita nel 1707.

### Architetture militari

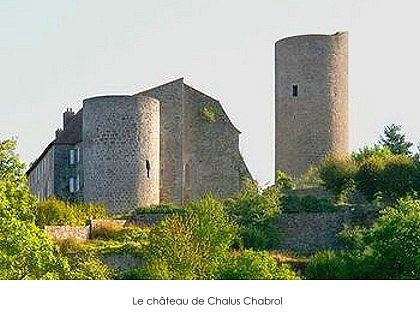
Resti del castello di Châlus-Chabrol

- Castello di Châlus-Chabrol[33]: castello dell'XI secolo ai piedi del quale si sviluppò l'abitato. Circondato in origine da una doppia cinta di mura, subì modifiche nel XIII secolo e alla fine del XVII secolo. Conserva il maschio (donjon) al centro del cortile, e una torre angolare inserita nei fabbricati successivi. I resti del castello sono di proprietà privata.
- Resti del castello di Châlus-Maulmont[34], chiamato anche "le Fort" ("il Forte"). Risalente al XIII secolo e progressivamente demolito dagli abitanti di Châlus che lo utilizzarono come cava di materiale da costruzione. Fu utilizzato fino al 1820 come prigione statale. La torre dell'angolo sud-orientale crollò nel 1994 e attualmente si conservano brevi tratti delle facciate est e sud contigue alla torre, con una bifora. Il ruderi del castello sono di proprietà privata.
- Motte di Le Mazaubrun[35], insieme di motte fortificate nei pressi della località di Le Mazaubrun, esempio di fortificazione a motte multiple[36]. Sono inserite in una proprietà privata.

### Altro

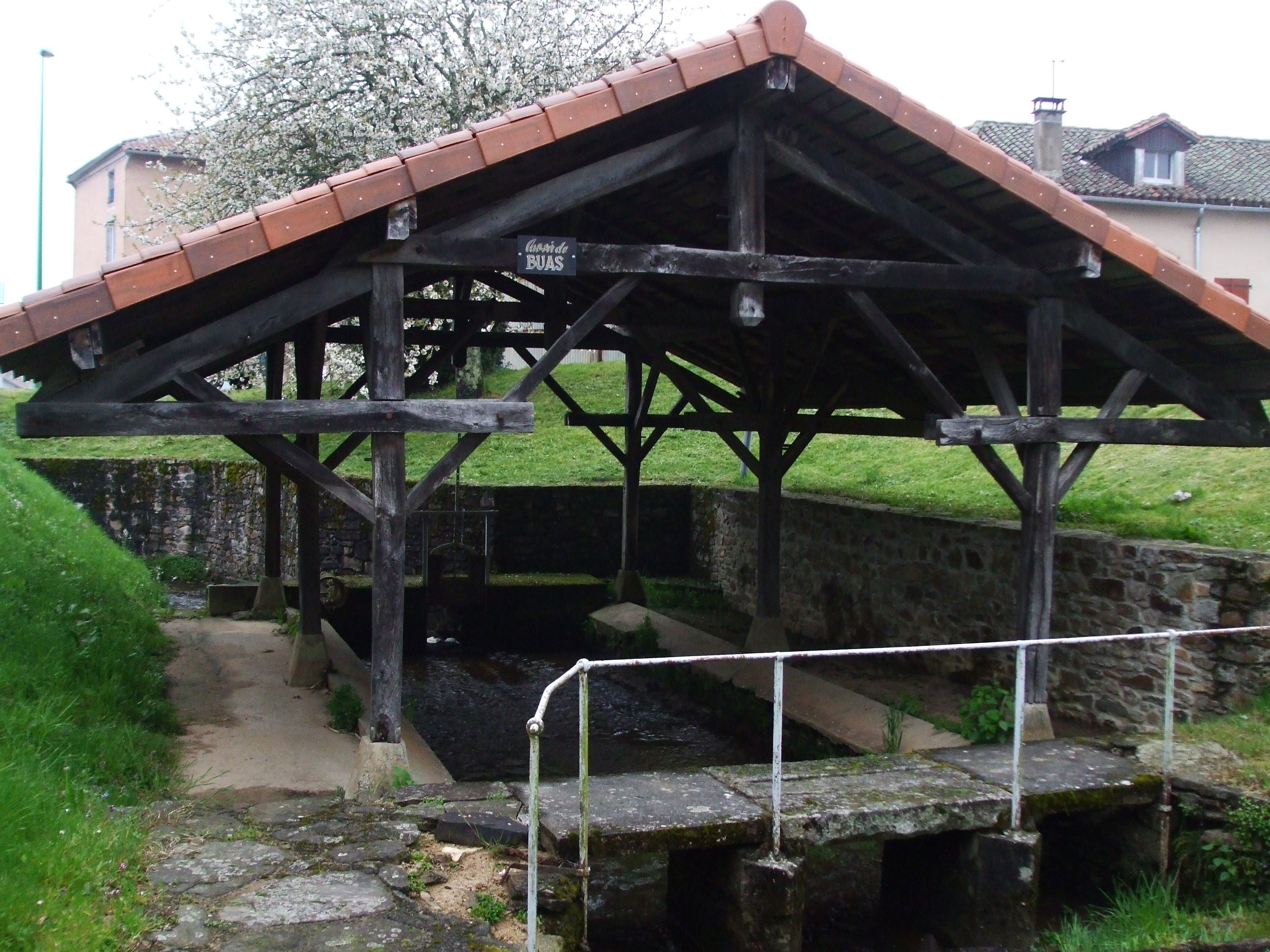
Lavatoio di Buas a Châlus

- Monumento ai caduti della prima guerra mondiale, scolpito da Henri Coutheillas, scultore francese di Limoges (1862-1924).

#### Fontane e pozzi
- A Châlus sono presenti tre "fontane miracolose" (bonnes fontaines, eredi di culti precristiani e alle quali vengono attribuite qualità taumaturgiche[37]), tra le quali la fontana Seichaud, che favorirebbe il matrimonio delle giovani che la saltino a piè pari per sette volte e la guarigione dalle febbri e dal mal di testa, la fontana di San Rocco, che favorirebbe la pioggia e le fontane di Santa Margherita e di santa Quitterie, anch'esse considerate efficaci per i mal di testa e i mal di denti e per i matrimoni[38]. La sorgente di Fonqueboure, a Champsac, anch'essa dotata di proprietà magiche contro il mal di testa, secondo la leggenda nascerebbe da una prima fonte sotterranea situata nella località di Bois du Roy a Châlus.
- Nel territorio del comune si trovano inoltre dei pozzi (di Flayat, di Lageyrat, di Puit Lageyrat, dei Pluviaux, di La Ribière, di Châtaignier e della Villehaute) ed essiccatoi per Castagne (clédiers di La Ribère, di La Besse, di Laygeyrat, di La Brouille, di La Faye e di Le Mazaubrun), delle croci votive e dei lavatoi.

#### Monumenti naturali
- Roccia di Riccardo Cuor di Leone, un masso roccioso che emerge tra i prati di Maulmont, nella parte bassa del borgo, indicato tradizionalmente come luogo del ferimento del re. Il masso sarebbe in seguito stato attaccato con la dinamite dagli americani stanziati a Châlus durante la prima guerra mondiale per portarne a casa un piccolo pezzo.
- Esemplare di sequoia gigante in un giardino privato, piantata nel 1853 e ridotta in altezza da un fulmine nel 2003[39].

### Aree naturali

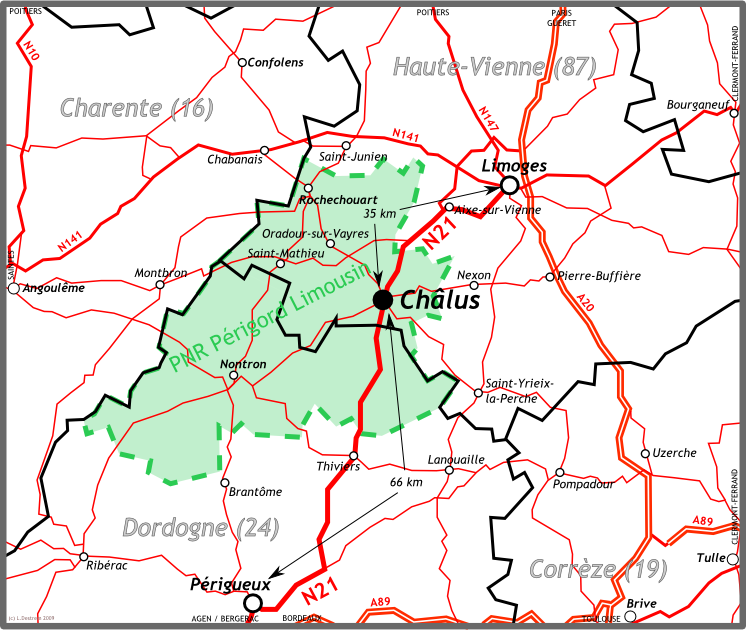
Châlus e il Parco naturale regionale Périgord-Limousin

L'intero territorio comunale ed anche l'interio territorio del cantone sono compresi nel Parco naturale regionale Périgord-Limousin, creato nel 1988. Il parco riunisce 78 comuni di due dipartimenti delle regioni di Aquitania e Limosino, e un "territorio associato", quello dei "Laghi della Charente alta".
La sede del parco si trova nel comune di Pageas del cantone di Châlus, presso il castello del Mas-Nadaud.

### Simboli
Lo stemma del comune è del tipo dell'arma alludente: presenta nove birilli d'oro disposti in cerchio, che si riferiscono al tesoro della leggenda. composto da nove statue d'oro rappresentanti il proconsole Lucio Capreolo e la sua famiglia; al centro è raffigurata una balestra, che rappresenta quella con la quale venne ferito mortalmente Riccardo Cuor di Leone all'assedio del castello di Châlus-Chabrol nel 1199.

## Società

### Evoluzione deomografica
Abitanti censiti
Dal 1793 vennero effettuati a Châlus dei censimenti della popolazione. Dai 1 356 abitanti di quell'anno, raggiunse un massimo di 2 698 abitanti nel 1891. Gli abitanti diminuirono considerevolmente dopo la seconda guerra mondiale: nel 1946 Châlus aveva 2 096 abitanti. La popolazione risalì nuovamente a 2 334 abitanti nel 1975 per calare poi ai 1 636 abitanti del 2007-

### Religione
Il comune appartiene alla parrocchia cattolica di Saint Joseph des Feuillardiers che appartiene alla diocesi di Limoges(( e dalla quale dipendono nove chiese in sette comuni: nel comune di Châlus si trovano la chiesa di Notre-Dame-de-l'Assomption e la chiesa di Santo Stefano a Lageyrat. Un altro luogo di culto dove viene occasionalmente celebrata la messa è la cappella Séchaud. Nel comune è presente inoltre una comunità di orsoline di Gesù.
Nella località di Puybos è presente un locale per la preghiera dei Testimoni di Geova.

### Tradizioni e folclore
- Festa patronale il terzo fine settimana di luglio.
- La Félibrèe (festa popolare occitana organizzata ogni anno in una città o villaggio diversi) si è tenuta a Châlus nel 2007 per la seconda volta.

### Istituzioni, enti e associazioni
- Associazione Histoire et archéologie du Pays de Châlus[42] fondata dall'etnologo Maurice Robert che si occupa della valorizzazione del patrimonio storico, monumentale e culturale della zona.
- Associazione Vie Lageyrat per la valorizzazione del patrimonio della località di Lageyrat, ex comune autonomo.

## Cultura

### Istruzione

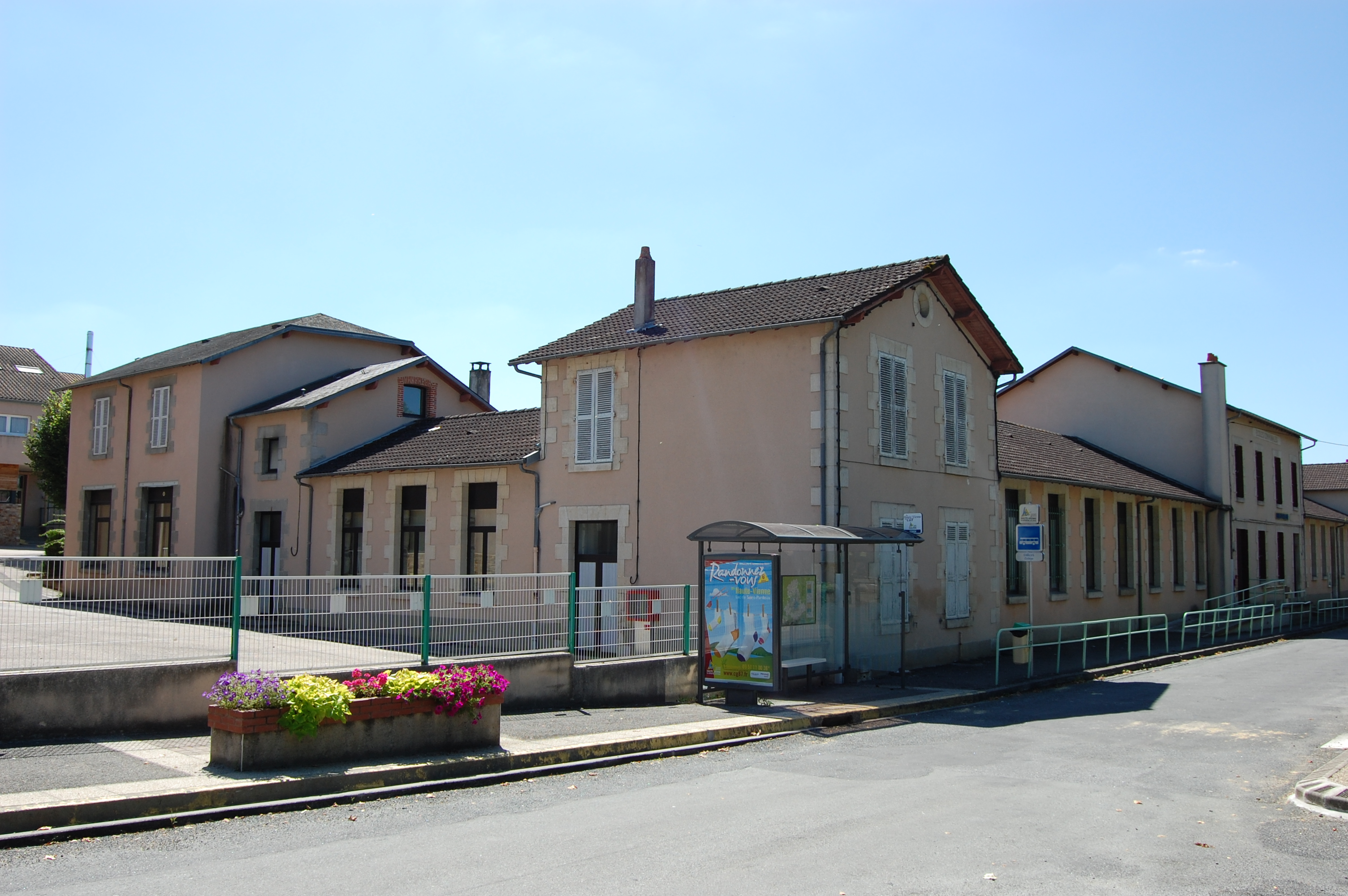
Scuola elementare di Châlus

#### Biblioteche
- Biblioteca municipale, integrata alla rete delle biblioteche della comunità di comuni dei Monti di Châlus[43].

#### Scuole
Il comune ospita una scuola materna, una scuola elementare (comunali) e una scuola media (college, dipartimentale), che fanno tutti parte del gruppo scolare "Pierre Desproges". La scuola media ha attivato un programma di scambio con la Staatliche Realschule di Roth in Baviera (Germania).

### Media
A Châlus sono pubblicati un Bulletin municipal, il bollettino parrocchiale En Veillée, dal 1946, e il Bulletin de l'association Histoire et archéologie du Pays de Châlus, dal 2001.
Nel territorio comunale è collocata un'antenna della TDF (TéléDiffusion de France).

### Letteratura e cinema

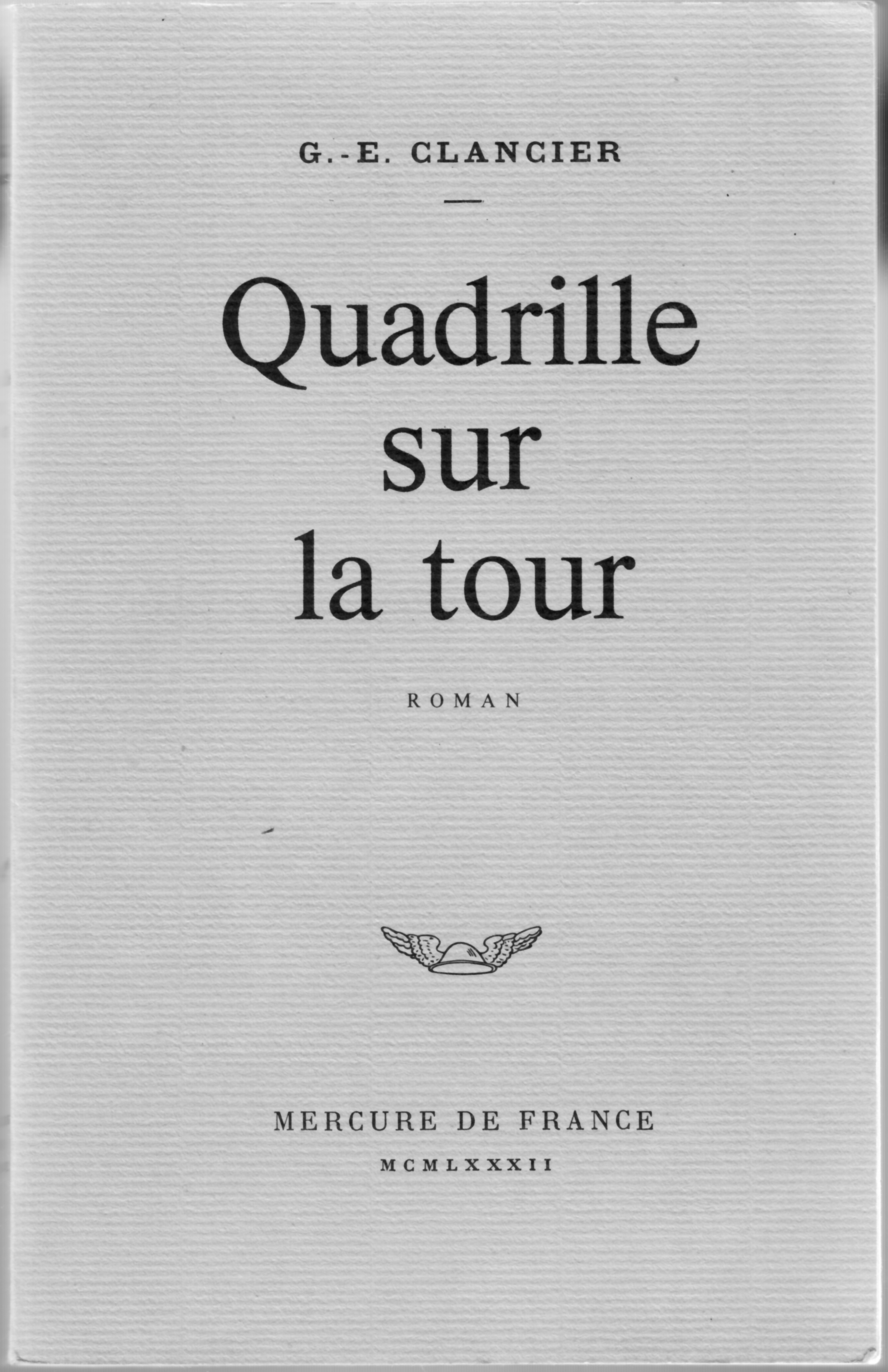
Copertina del romanzo Quadrille sur la tour (1932) di Georges-Emmanuel Clancier

Sono ambientati nella zona di Châlus i romanzi Des femmes qui tombent (1985) di Pierre Desproges e Quadrille sur la tour (1932) di Georges-Emmanuel Clancier e i luoghi sono citati in La terre aux loups (1958) di Robert Margerit, in Quand un roi perd la France (1977), settimo volume della serie I re maledetti di Maurice Druon e nel Riccardo Cuor di Leone (The Talisman, 1825) di Walter Scott.
In Les aventures du baron de Faeneste di Théodore Agrippa d'Aubigné (1630) viene messo in scena un dialogo tra il re Enrico IV e un personaggio immaginario denominato "Châlus del Limosino". In Une ville de garnison (1865) di Alfred Assollant il personaggio immaginario di "Bertrand de Presles, conte di Châlus", durante la prima crociata è il primo a salire sulle mura di Antiochia. In Celui qui revenait de loin(1972), secondo volume della serie di fantascienza Les conquérants de l'impossible, di Philippe Ebly uno dei protagonisti si presenta con il nome di "Thibaut, duca di Châlus".
Il film Robin e Marian (1976) diretto da Richard Lester, si apre con il re Riccardo Cuor di Leone che ordina la conquista di un castello dove si potrebbe nascondere un favoloso tesoro e viene ucciso da una freccia lanciata dal castello stesso. Anche il film Robin Hood (2010) si apre con la scena della morte del re Riccardo all'assedio del castello di Châlus.

### Cucina

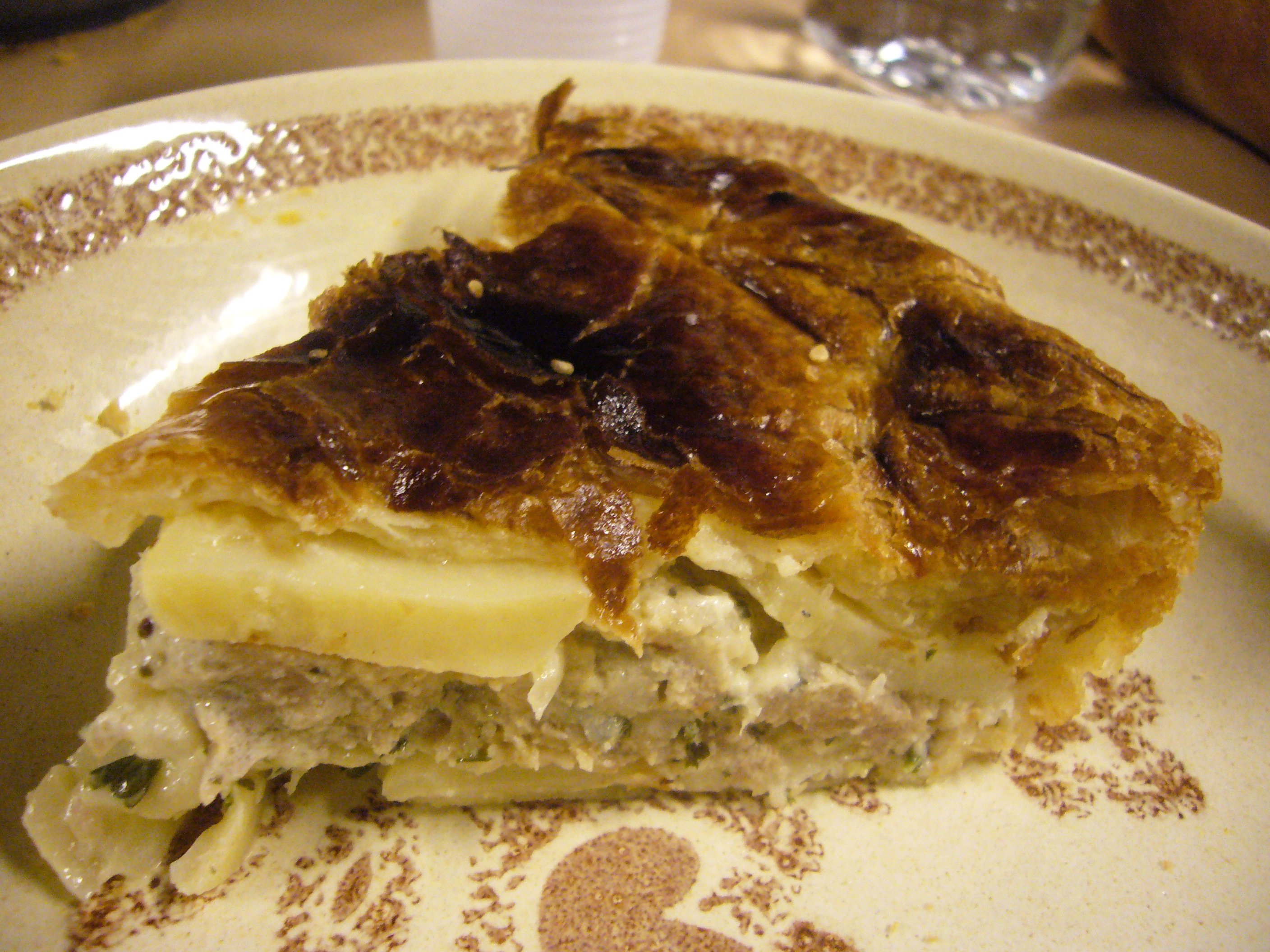
Torta di patate (pâté de pommes de terre)

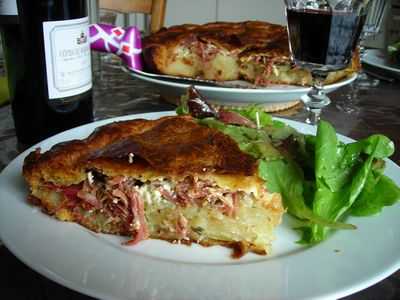
Torta di carne (pâté de viande o tourtière)

La cucina locale è quella della regione limosina, ma influenzata dalla vicinanza del Périgord. La cucina familiare utilizza le risorse locali (carne, funghi, castagna, mela del Limosino AOC, prodotti d'acqua dolce, come il gambero di fiume, la trota, la sanguinerola, la carpa, il luccio).
La zuppa locale, secondo l'uso occitano, viene terminata facendo il chabrot, ovvero versando un po' di vino nella zuppa rimasta sul fondo per berla dal piatto.
I piatti tradizionali sono:
- bréjaude (zuppa con lardo, patate e rape
- pâté de pomme de terre (torta di patate)
- pâté de viande o tourtière (torta di carne)
- enchaud (Petto maiale arrotolato e affumicato o arrostito con aglio, conservato in grasso d'oca o di anatra)
- flaugnarde (torta di mele)
- clafoutis o milliard (torta di ciliegie)

La cornue è una brioche locale che viene preparata per la Domenica delle Palme e offerta dal padrino al figlioccio in segno di augurio per la sua virilità, in seguito alla sua forma ad Y (che nelle intenzioni doveva riferirsi alla Trinità).
I craquelins di Châlus sono dei dolci rotondi di colore rosso dovuto al cumino.
La torta "Burgou" (torta alla castagna), battezzata con il nome di un bandito locale dell'Ottocento, è stata elaborata e commercializzata dai pasticcieri locali.
Negli anni settanta fu prodotta con l'acqua della Fonquebure una limonata con il marchio di "limonata Mémé".
La birra Chevalier di Maulmont, prodotta dalla birreria Duplessi ha permesso di finanziare il restauro del castello di Châlus-Maulmont nel 2005.

### Eventi

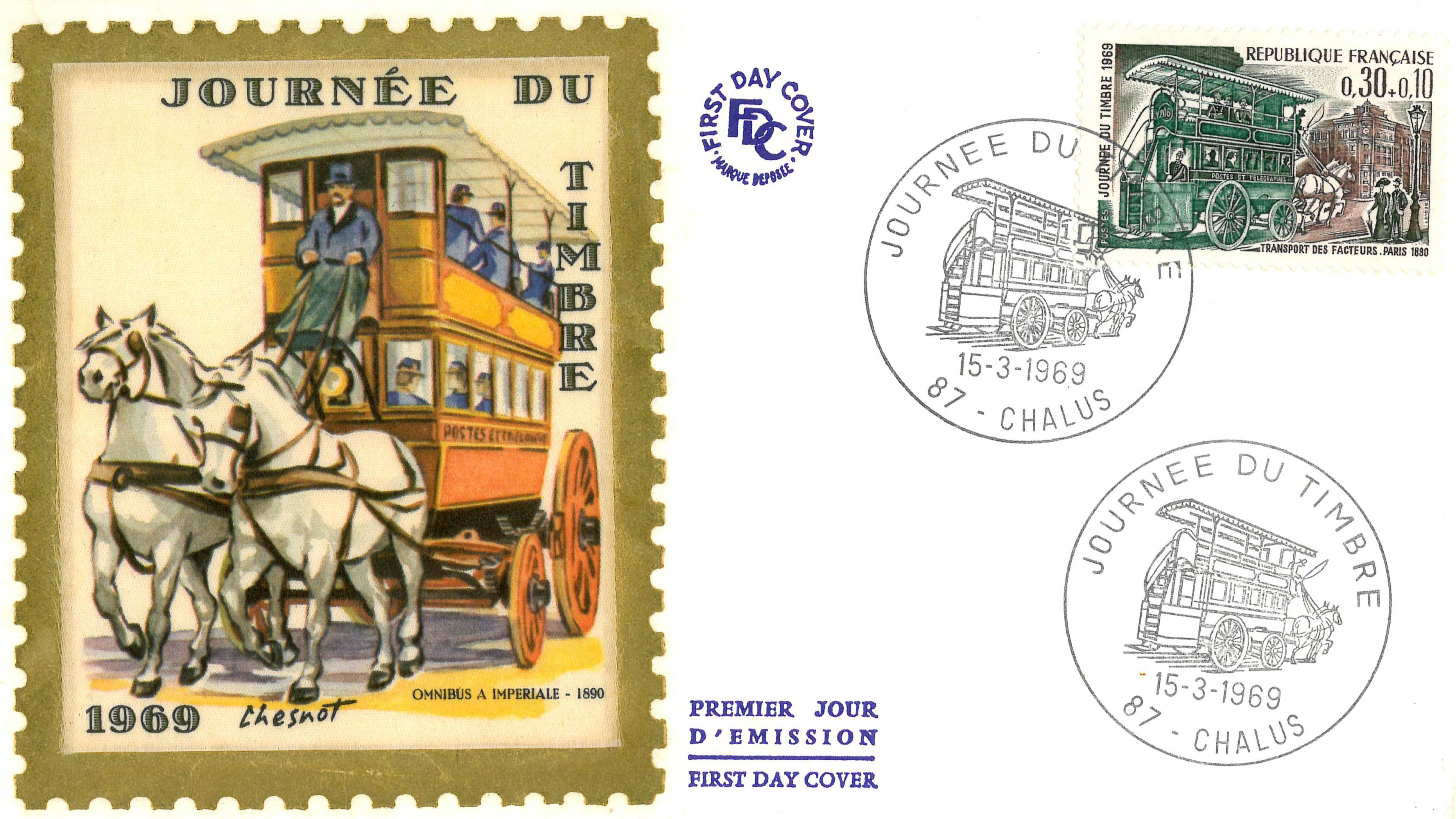
Busta primo giorno in occasione della Journée tu timbre del 1969

- Festival "Bouge Ton Zinc" nei monti di Châlus con gruppi musicali e spettacoli dal vivo
- Il 15 marzo del 1969 Châlus ha ospitato la manifestazione della "Journée du timbre" ("Giornata del francobollo"), con l'emissione di una busta primo giorno.
- Nel 1999 si sono svolte a Châlus le celebrazioni dell'ottavo centenario della morte di Riccardo Cuor di Leone. La Posta francese ha emesso un francobollo in occasione delle celebrazioni, aprendo un ufficio di posta temporaneo al castello di Châlus-Chabrol per la busta primo giorno.

## Geografia antropica

### Urbanistica
L'insediamento è inserito in due diverse entità paesaggistiche, suddivise dal corso del fiume Tardoire: a nord il bocage limosino tradizionale (praterie e allevamento) e a sud l'altopiano ondulato del Pays des Feuillardiers, ricco di corsi d'acqua, con parcelle agricole e forestali.
Il tessuto urbano continuo si è progressivamente sviluppato sui promontori rocciosi l'uno di fronte all'altro sui due lati del fiume. Le abitazioni tradizionali risentono dell'influsso di due tradizioni locali di architettura vernacolare: quella del Pays arédien a sud (con tetti a tegole piatte), e quella del Limosino verso nord (con tetti a coppi). Nel XIX secolo e all'inizio del XX, a queste si sono aggiunte le case padronali nelle borgate e le case borghesi urbane, che non hanno comunque alterato la trama urbana storica. Lottizzazioni moderne sono presenti ai margini del centro abitato o nella forma della città diffusa, ma il piano locale d'urbanistica redatto dalla comunità di comuni dei Monts de Châlus prevede lo sviluppo dell'abitato attraverso la densificazione delle zone urbanizzate in continuità con il tessuto urbano antico. Nella zona lo sviluppo degli insediamenti è legato al fenomeno della deurbanizzazione della vicina città di Limoges.

### Suddivisioni storiche

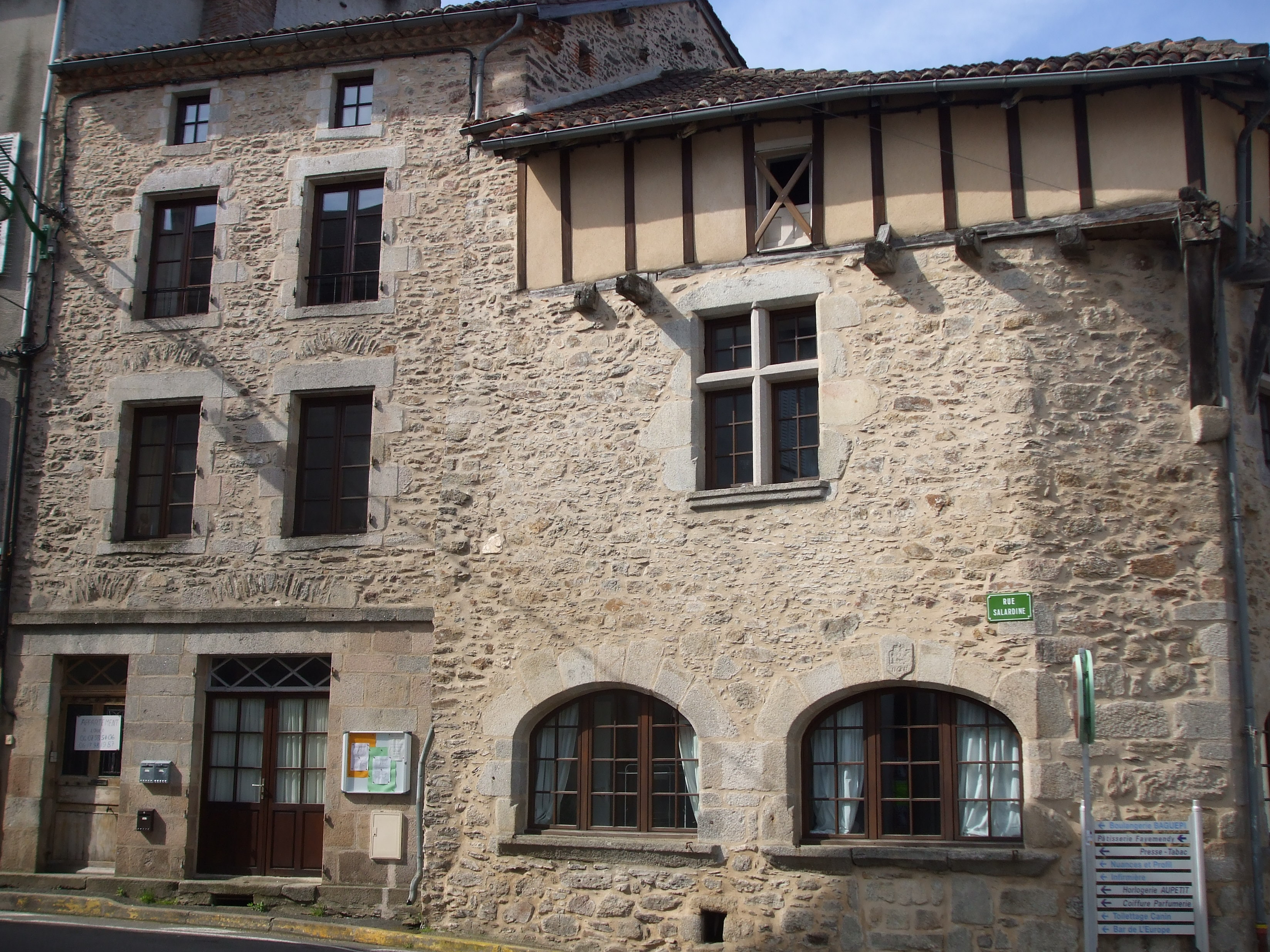
Case medievali nella rue Salardine nella Bas-Châlus (città bassa)

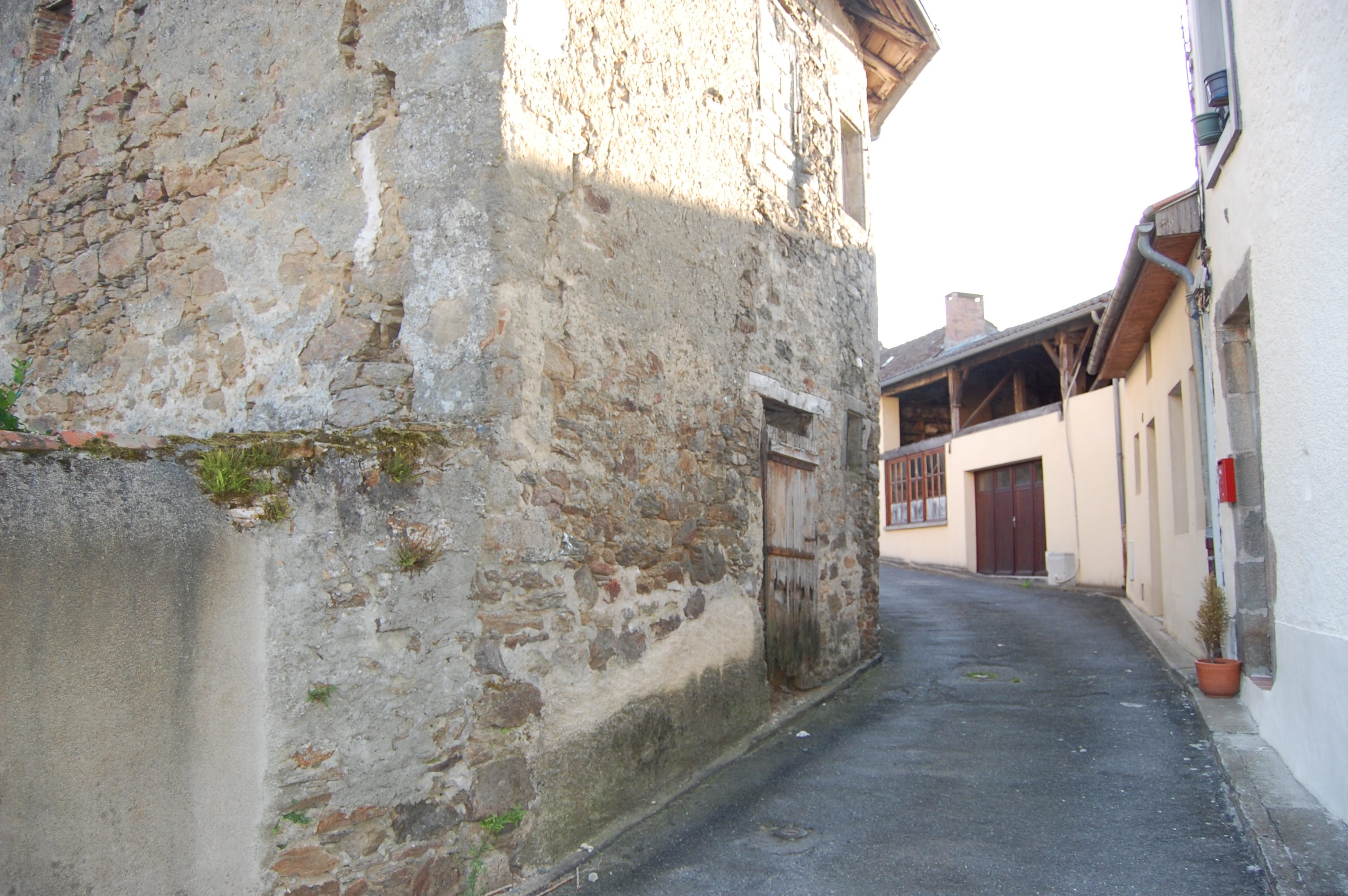
Una via nel Quartier noir

- Haute-Châlus (città alta), sulle pendici est e sud-est del promontorio di Châlus-Chabrol, costituisce il quartiere più antico, sorto ai piedi del castello di Châlus-Chabrol. Ebbe i suoi signori distinti, la propria chiesa (la chiesa di Santo Stefano a Lageyrat) e la propria piazza pubblica, la place du Canton. Da questa piazza l'antica rue Mardochée che conduceva ai mulini del fiume e quindi verso Oradour-sur-Vayres e la rue Chabrol che conduceva a Les Cars.
- Bas-Châlus o le bourg (città bassa), tra la riva sinistra della Tardoire con il suo mulino, una via che conduceva Nontron via Dournazac (rue e place du Marché) e la rue Salardine che conduceva alla strada tra Limoges e Périgueux. Comprendeva diversi quartieri:
  - il quartiere del Fort costruito all'interno della cinta del castello di Châlus-Maulmont, con le abitazioni della rue Gourdon che si appoggiano alle mura del castello;
  - il Quartier noir ("quartiere nero"), situato tra quello del Fort e le rive della Tardoire;
  - il quartiere della Place du Marché, che sorgeva presso il mercato coperto (halles) e nella sua parte meridionale ospitava il mercato dei maiali.;
  - il quartiere di Le Pont, dove sorgeva il ponte sulla Tardoire, all'incrocio delle strade Rochechouart-Saint-Yrieix-la-Perche e Limoges-Périgueux.;
  - il quartiere del Chaps de foire, dove nel 1833 venne istituito un campo per le fiere tradizionali del bestiame.

I quartieri della città alta e del Fort, che in origine avevano una forte vocazione commerciale, furono tagliati fuori dalla costruzione nell'Ottocento di una nuova strada verso Oradour e in seguito dall'asse viario tra Limoges e Périgueux.

#### Villaggi

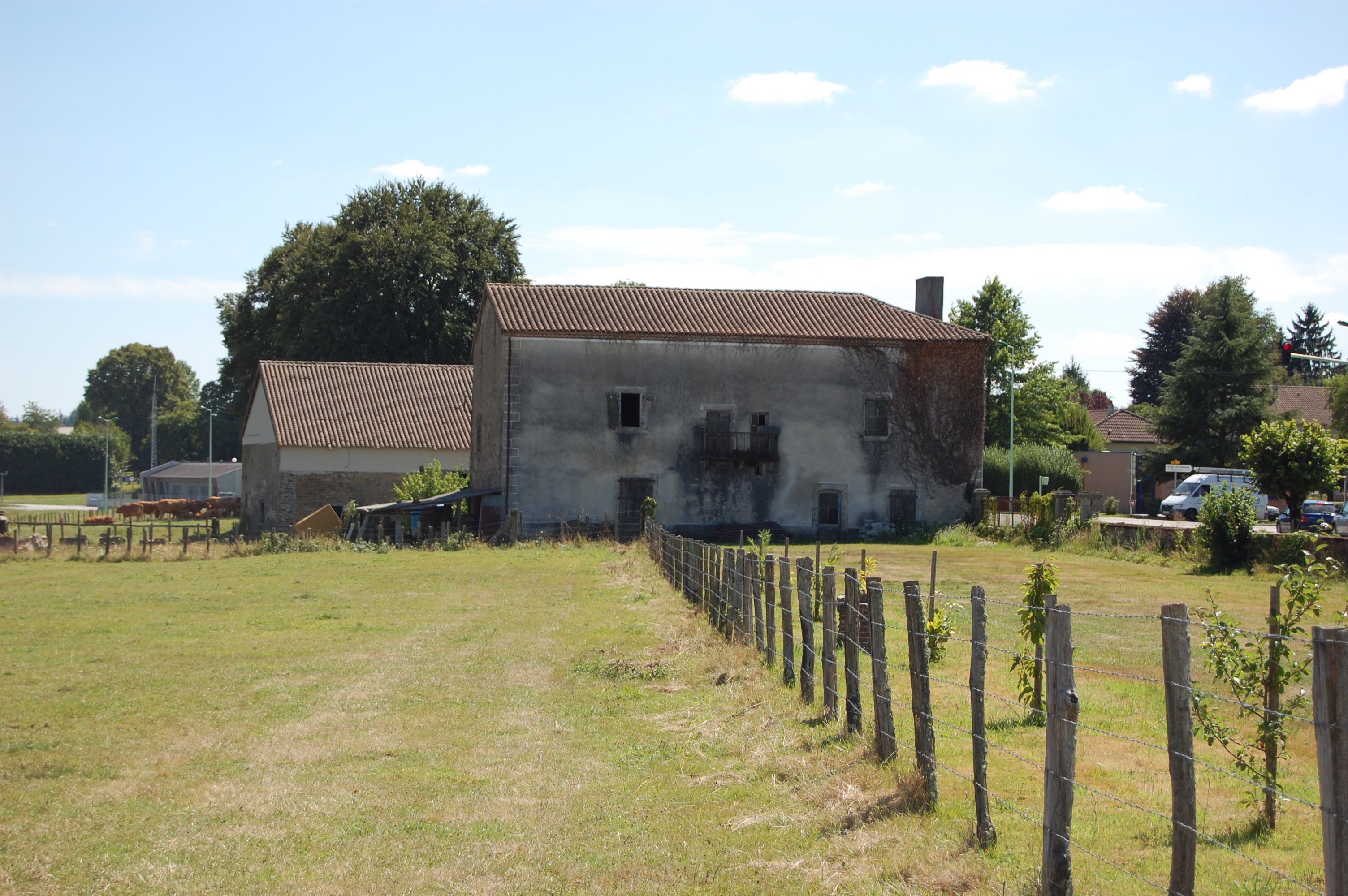
Località di Granges

Anticamente insediamenti distinti, sono oggi collegati al centro abitato principale i villaggi di Mettes, Granges, Places, Nid, Bosfranc (appartenenti nel 1451 alla signoria di Jean de Brie), o di La Tranchardie, anticamente signoria della parrocchia di Lageyrat.
Nel territorio del comune sono inoltre presenti piccoli borghi, in genere costituiti da poche abitazioni serrate, un pozzo e spesso un essiccatoio per le castagne (clédier), che si raggruppano intorno ad uno spazio pubblico centrale (coudert). In genere erano sorti lungo antichi percorsi, in seguito caduti in disuso:
- Les Pièces, Le Lac e La Plagne sull'antico itinerario che conduceva all'abbazia di Thavaud, nel comune di Dournazac, distrutta durante le guerre di religione;
- La Grande Vergne, La Petite Vergne e La Gratte sul percorso tra i castelli di Châlus-Charbol e di Montbrun (a Dournazac);
- Fontvieille e Les Jarosses sul cammino medievale tra Lageyrat e Latterie (nel comune di Dournazac);
- La Besse (con ponte in legno sulla Tardoire) e Les Courrières lungo l'itinerario tra Châlus e Lageyrat;
- Loriol e Les Gannes sull'antico tracciato del percorso verso Oradour.

Altri villaggi erano accessibili da un percorso privato e lontani dalle vie di comunicazione, che all'epoca dell'insediamento erano pericolose (come Les Maison). Altri ancora si trovavano lungo i sentieri di cresta (Puy Gris, Le Roulle e Le Puy de Lageyrat).
I villaggi particolarmente notevoli sono:
- Le Châtaignier, dove nel 1963-1964 venne rinvenuto fortuitamente un tesoro monetario[47].
- Le Mazaubrun, antica signoria che conserva un complesso di motte feudali.
- Quatre-Vents, ad un'altitudine di 437 m, la più elevata del territorio comunale.

Dopo la fusione con il comune di Lageyrat e la creazione del cantone di Châlus nel 1790 (la parrocchia di Santo Stefano di Laygerat, dalla quale Bas-Châlus dipendeva dal 1498, venne abolita nel 1806), entrarono a far parte del comune di Châlus 18 villaggi:
- nel 1959 La Boire, L'Age, Landrevie, Bouchetort, Le Mazaubrun, Chareilles e La Petite Jaline, distaccati dal comune di Pageas;
- nel 1966 Chanteloube, La Grande Vergne, La Petite Vergne, Le Bos, Fantaisie, La Gratte, Gouhaud, La Gareille, Le Lac e Le Petit Lac, distaccati dal comune di Dournazac.

### Suddivisioni amministrative
Châlus è il capoluogo del cantone omonimo, che comprende inoltre i comuni di Bussière-Galant, di Flavignac, di Lavignac, di Les Cars e di Pageas.
Fa parte dell'arrondissement di Limoges nel dipartimento dell'Alta Vienne, (regione del Limosino).

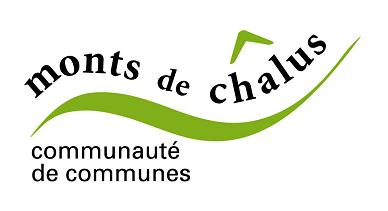
Logo della comunità di comuni dei Monti di Châlus

Il comune di Châlus è inoltre compreso nella comunità di comuni dei Monti di Châlus, che ha sostituito nel 2001 la comunità di comuni del pays de Châlus e che raggruppa i sei comuni del cantone di Châlus e il comune di Dournazac (appartenente al cantone di Saint-Mathieu.
Châlus fa inoltre parte del "Pays d'ouest Limousin", elemento istituzionale di cooperazione tra le comunità locali, secondo la loi Pasqua. Questa suddivisione comprende 46 comuni e 6 comunità di comuni (di Bandiat Tardoire Avenir, dei Monti di Châlus, del Pays de la Météorite, della Val de Vienne, della Vallée de la Gorre e di Vienne-Giane).

## Economia

### Attività tradizionali
Sebbene sia quasi scomparso il mestiere tradizionale del "feuillardier"(operaio che dai rami giovani di castagno ricavava i cerchi per le botti o panieri per la pesca dei crostacei o picchetti di legno per le vigne), lo sfruttamento dei castagneti è ancora una delle attività economiche della zona e a Châlus si tiene annualmente un salone interamente dedicato ai castagneti ("Châtaignier en projet(s)"), organizzato dal Parco naturale regionale Périgord-Limousin e dal comune di Châlus.
Un'altra attività tradizionale è quella dell'allevamento, con fiere e mercati rinomati già nel Medioevo, favoriti dalla collocazione all'incrocio di importanti vie di comunicazione e alla frontiera tra due differenti regioni.
In passato a Châlus e nella sua zona di influenza era utilizzata la setérée, unità di misura agraria equivalente alla superficie di terreno seminata con uno staio (setier) di grano, corrispondente a 34,19 are. La setérée si dividevai due héminées o in quattro quartes e a sua volta la quarte si divideva in quattro coupées. A partire dal 1750 fu introdotta una setérée di 20.000 piedi quadrati, suddivisa in 50 pertiche di 20 piedi di lato. Come misure di capacità erano utilizzati una pinta di 2,38 litri per i liquidi e uno staio di 0,8534 litri per il grano.

### Agricoltura

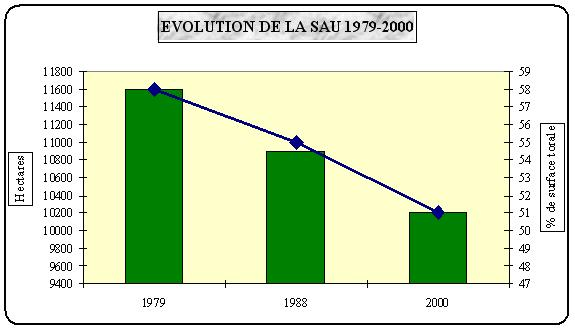
Diminuzione della superficie agricola utilizzata tra il 1979 e il 2000

L'attività agricola dispone di una superficie di 1.765 are, ma è in diminuzione..
Il comune di Châlus è inserito in una "zona di rivitalizzazione rurale".
Attualmente è sviluppato l'allevamento bovino con oltre 3000 capi, soprattutto di razza limosina. Nella parte settentrionale del territorio comunale l'attività è orientata verso la produzione di carne bovina, mentre nel sistema agro-forestale della parte meridionale è più diffuso un sistema di allevamento misto

### Industria
Le attività industriali presenti si basano sulla produzione di apparecchi elettrici (fabbrica del gruppo industriale limosino Legrand) e di mobili. Sono inoltre presenti attività edilizie.
Nella zona industriale di Fontanilles sono presenti cinque stabilimenti industriali.

### Turismo

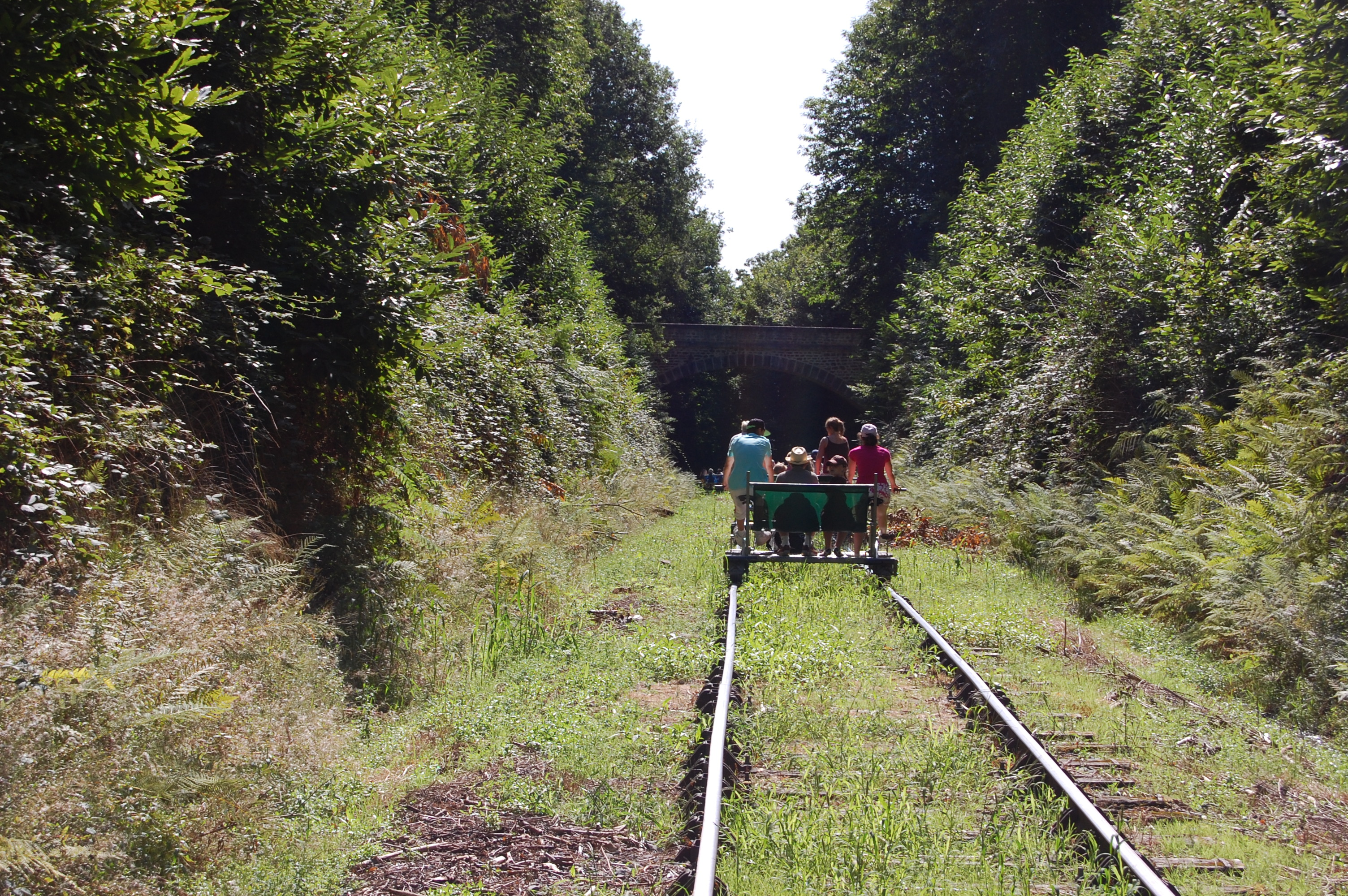
Vélorailda Bussières a Châlus

Châlus è classificata tra i "comuni turistici" e tra le "Station verte" dell'associazione di collettività locali "Fédération française des Stations vertes" (per il turismo naturalistico).
L'ufficio del turismo è presente nell'ambito della comunità di comuni dei Monti di Châlus e produce guide turistiche e per gite naturalistiche. Comprende uno spazio museografico interattivo consacrato ai castagneti e alle castagne.
Tra Châlus e Oradour-sur-Vayres è presente la Voi verte de Haut de Tardoire ed esiste il sentiero di Las girondelas per un circuito di 14 km.
Nel periodo estivo è attivo un circuito con carrelli a pedali su un antico binario non più utilizzato, tra Bussiére-Galant e Châlus (Vélorail de Bussiére à Châlus).
La città è tappa sulla strada turistica di Riccardo Cuor di Leone e sul tracciato del cammino di Santiago di Compostela.

## Infrastrutture e trasporti

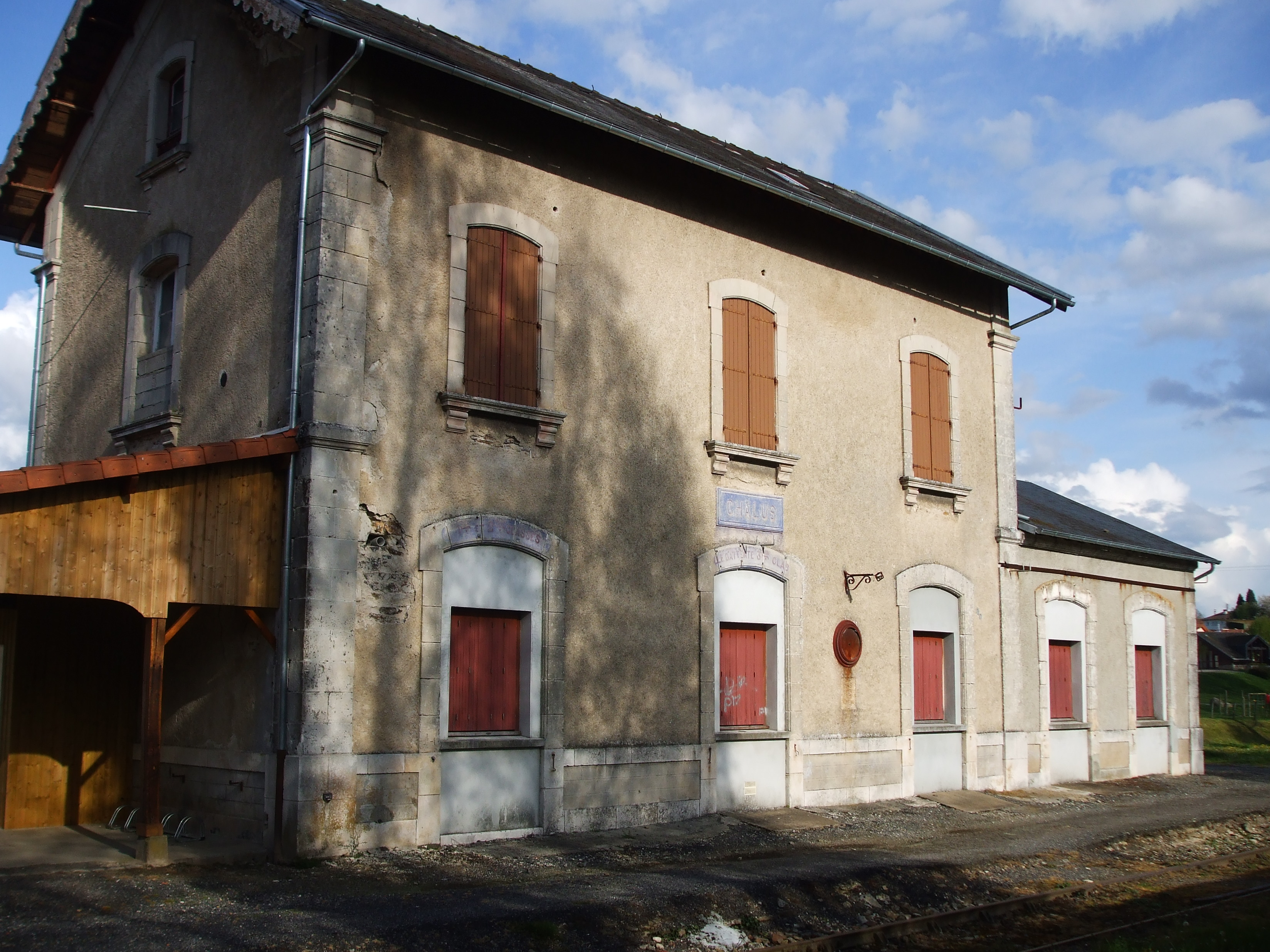
La vecchia stazione ferroviaria

### Strade
- Route nationale 21 (RN 21 o N21), strada nazionale Limoges-Lourdes, nel tratto tra Limoges e Périgueux.
- Route départementales de la Haute Vienne 901, RD701 o D701, tratto della ex route nationale 701, RN 701 o N701), strada dipartimentale Rochechouart-Corrèze.
- Route départementales de la Haute Vienne 6 (RD6 o D6), strada dipartimentale Ribérac (Dordogna)-Châlus, via Dournazac.

Châlus è collegata a Limoges da tre linee di autobus della RDTHV (Régie départementale des transports de la Haute-Vienne) e da una quarta linea in periodo scolare.

### Ferrovie
Le stazioni ferroviarie più vicine sono quelle di Bussière-Galant, a 7 km, e di Nexon, a 19 km, entrambe sulla linea Limoges-Bénédictins - Périgueux, delle linee del trasporto espresso regionale (TER) del Limosino.

### Aeroporti
L'aeroporto internazionale più vicino è quello di Limoges-Bellegarde, situato a 36 km. A Saint Junien, sempre a 36 km, esiste inoltre l'aerodromo Maryse-Bastié per gli aerei da turismo.

## Amministrazione

### Elenco dei sindaci dal 1945
- André Besse 1945-1971 (gli è stata intitolata l'antica avenue du Champ de foire)
- Robert Dolier 1971-1975 (deceduto durante il mandato, gli è stato intitolato il campo di calcio)
- André Mazière 1975-1981 (deceduto durante il mandato)
- Pierre Charissou (PS) 1981-2001
- Pascal Mazeau (PS) 2001-2008
- Alain Brézaudy (lista indipendente "Unis pour un nouvel elan") dal 2008

### Servizi

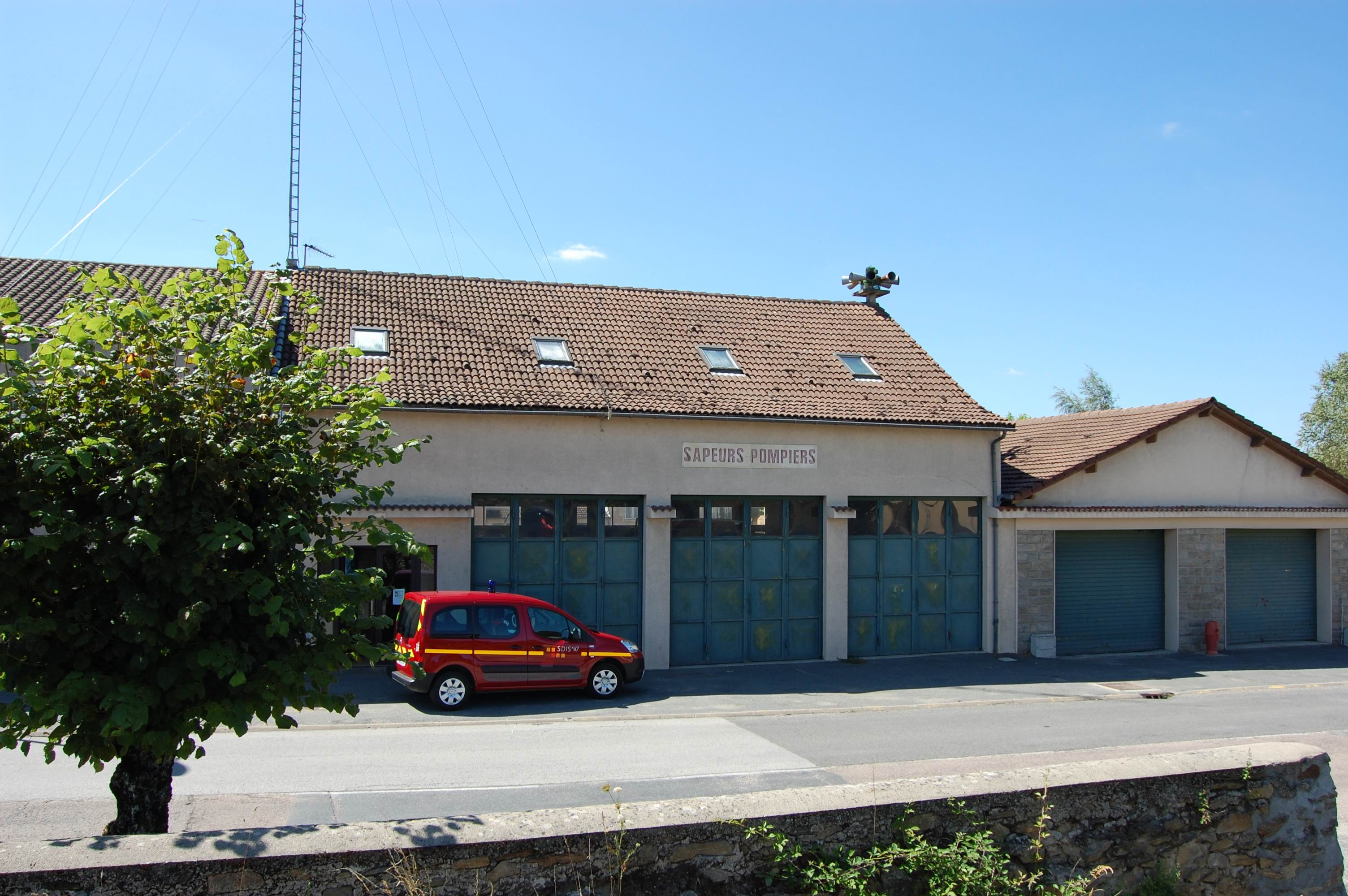
Centro di soccorso contro gli incendi

Come gli altri capoluoghi di cantone, ospita una tesoreria, una brigata della Gendarmerie nationale e un ufficio postale. Inoltre vi si trova un centro di soccorso e di lotta contro gli incendi, un centro per la raccolta differenziata dei rifiuti, un'officina e un deposito della Direzione dipartimentale dell'attrezzatura e dell'agricoltura.
Vi si trova un centro di cure infermieristiche della Croce Rossa francese e un centro di Soccorso cattolico, oltre a due farmacie. L'ospedale più vicino è il Centro "Jacques Boutard" a Saint-Yrieix-la-Perche e il centro di riabilitazione è quello di "La Chesnaie" a Verneuil-sur-Vienne. Il centro ospedaliero universitario più vicino si trova a Limoges. È presente inoltre una rete di coordinamento gerontologica e una casa di riposo ospedaliera.
Sono presenti una sala polivalente per incontri pubblici e due sale più piccole nella vecchia scuola di Lageyrat e nella vecchia stazione ferroviaria.

## Sport
- Nel 2009 è partita da Châlus la quarta tappa del Tour du Limousin, 42ª edizione della competizione di ciclismo.

A Châlus è presente un impianto sportivo comprendente un campo di calcio, una palestra, campi da tennis, mini golf e di una piscina con tre vasche, inaugurata nel 1946. Vi sono inoltre quattro campi per il gioco della pétanque e due per il gioco della boule lyonnaise (variante del gioco delle bocce).
Esistono associazioni sportive locali (calcio, ginnastica, pallacanestro (squadra Mont Châlus Basket Ball), di judo, di bocce, di pétanque e di tennis). Nella località di La Gaule Châlusienne si pratica la pesca.